# Geschichte der Straßenbahn Nürnberg
Die Geschichte der Straßenbahn Nürnberg beginnt am 25. August 1881. Zunächst als privates Unternehmen gegründet, ging der Betrieb der Straßenbahn Nürnberg im Jahr 1903 mitsamt Streckennetz in den Besitz der Stadt über und wurde von ihr unter verschiedenen Namen weitergeführt. Seit der Einstellung des Straßenbahnverkehrs nach und in Fürth im Jahr 1981 sind die beiden Städte durch U-Bahn Nürnberg miteinander verbunden, seit 2010 zusätzlich auch durch die S-Bahn Nürnberg.

## Allgemeine Geschichte

### Die Zeit der Pferdebahn

Karolinenstraße mit Pferdebahnen, um 1890

Straßenbahnnetz 1896

Pläne für eine Straßenbahn in Nürnberg gehen bereits auf den 23. April 1864 zurück, als sich Theodor von Cramer-Klett in einer Eingabe an die Stadt Nürnberg wandte, um die Betriebserlaubnis für eine Pferdebahn zu erhalten. Zwar wurde am 20. Juni 1867 die Konzession für eine Linie Staatsbahnhof – Wöhrder Tor erteilt, doch verhinderten die Kriege von 1866 und 1870/71 deren Bau. Erst der Bewerbung des Bremer Kaufmanns Heinrich Alfes am 20. September 1879 war Erfolg beschieden, und so begannen am 11. Juli 1881 die Bauarbeiten für die erste Nürnberger Pferdebahnlinie Staatsbahnhof – Lorenzer Altstadt – Plärrer, die am 25. August 1881 feierlich eröffnet wurde.
Noch im selben Jahr wurde das Netz um die Strecken Staatsbahnhof – Maxfeld, Plärrer – Fürth Obstmarkt und Bauerngasse – Plärrer – Hallertor – Hauptmarkt – Laufer Tor erweitert. Die ersten Strecken waren alle eingleisig und mit Ausweichstellen angelegt. 1882 wurde neben den Streckenerweiterungen Lorenzkirche – St. Peter – Dutzendteich und Laufer Tor – St. Jobst am 15. Juni zum ersten Mal ein Fahrplan herausgegeben. Das Netz wuchs im Lauf der 1890er Jahre um die Strecken Fürth Obstmarkt – Fürth Theatergasse, Bauerngasse – Schlachthof, Staatsbahnhof – Sterntor – Tafelfeldstraße – Aufseßplatz und eine Verbindungsstrecke vom Plärrer zum Sterntor. Daneben wurden die Strecken nach der Stabilisierung des Betriebsergebnisses zweigleisig ausgebaut und 1891 erste Überlegungen zur Elektrifizierung des Netzes angestellt.

### Elektrizität ist die Zukunft

Elektrischer Straßenbahntriebwagen am Königstor, um 1902

Straßenbahnnetz 1903

Auf Grund der Vorteile des elektrischen Straßenbahnbetriebs durch höhere Geschwindigkeiten, leistungsfähigere Bahnen, welche die Zugbildung ermöglichten, und geringere Betriebskosten entschied die Nürnberg-Fürther Straßenbahn-Gesellschaft 1894, die „weiße Linie“ (Maxfeld – Hauptbahnhof – Plärrer – Fürth) auf elektrischen Betrieb umzurüsten. Die Ausführung wurde der Berliner AEG übertragen, die alle Anlagen auf eigene Rechnung bauen musste und diese beim Scheitern des Probebetriebs auch wieder entfernen sollte. Im Gegenzug wurde festgelegt, dass bei einem Erfolg das gesamte Netz von der AEG umgerüstet werden sollte. Die Probestrecke wurde am 2. Mai 1896 eröffnet. Nachdem sich die Technik bewährt hatte, wurde das restliche Netz bis 20. Juli 1898 elektrifiziert.
Mit bzw. nach der Einführung des elektrischen Betriebs wurden die letzten Neubaustrecken Maxfeld – Stadtpark, Fürth Theatergasse – Fürth Maxbrücke, Fürth Mathildenstraße – Fürth Holzstraße und Hallertor – Centralfriedhof unter Regie der privaten Nürnberg-Fürther Straßenbahn realisiert.

### Die Straßenbahn in städtischer Hand

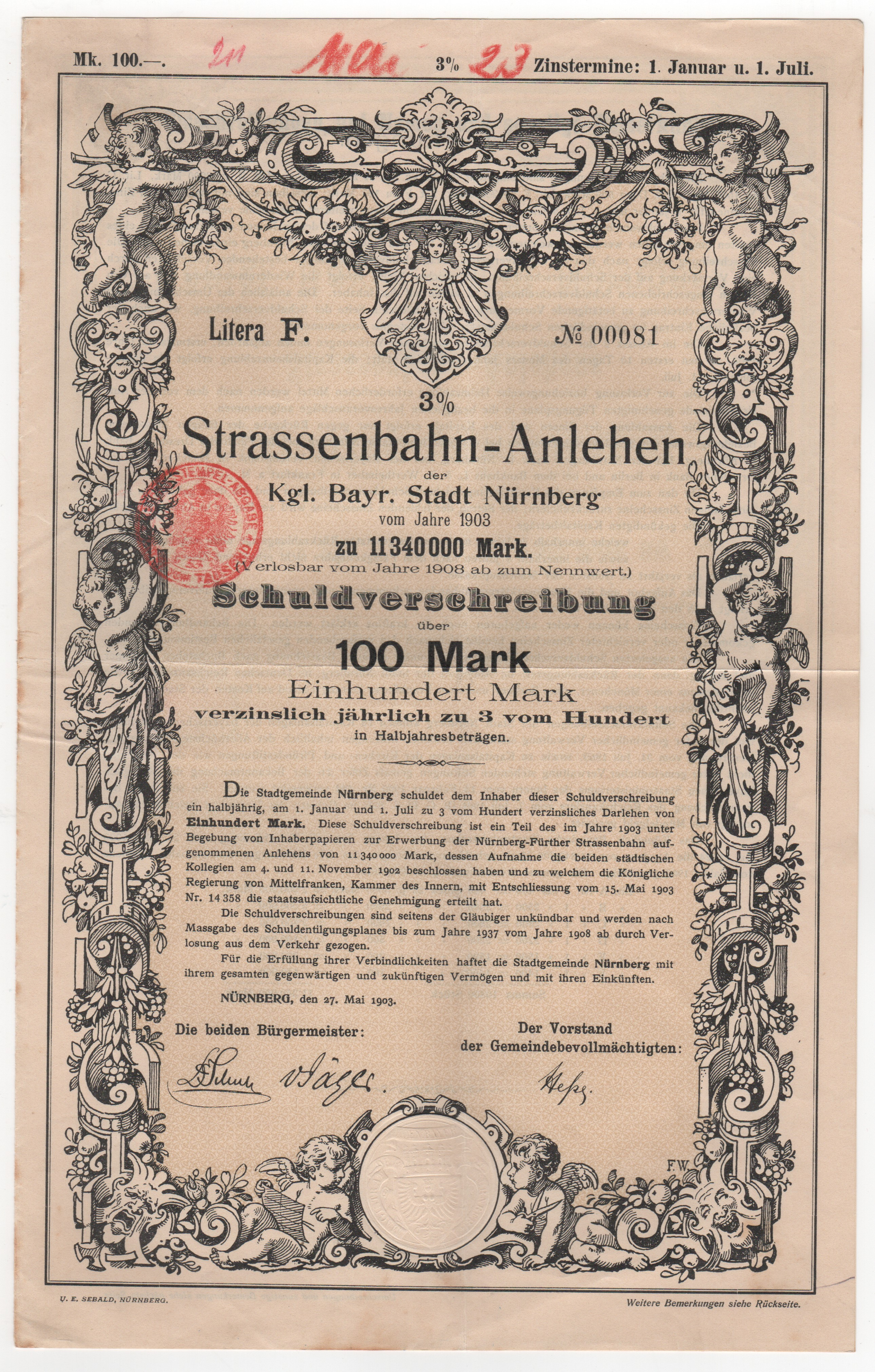
Strassenbahn-Anlehen der Stadt Nürnberg vom 27. Mai 1903 zur Finanzierung des Erwerbes der Nürnberg-Fürther Strassenbahn

Straßenbahnnetz 1914

Das Kapital der Straßenbahngesellschaft war durch die Umrüstung der Strecken auf elektrischen Betrieb gebunden, und so konnte sie die von der Stadt Nürnberg geforderten Netzerweiterungen in die 1899 eingemeindeten Vororte und die neu entstandenen Industrieansiedlungen nicht ausführen. Darum sah sich die Stadt gezwungen, eigene Überlegungen über neue Strecken anzustellen und beantragte bei der bayerischen Regierung die Lizenz zum Bau und Betrieb einer eigenen Straßenbahn, die sie 1902 erhielt. Dies wurde jedoch von der privaten Straßenbahngesellschaft nicht geduldet, und so verklagte sie die Stadt Nürnberg, führte aber gleichzeitig Verhandlungen zur Übernahme des Betriebs durch die Stadt. Am 6. Juni 1903 ging die Nürnberg-Fürther Straßenbahn mit Fahrzeugen, Gleisanlagen und Personal in den Besitz der Stadt Nürnberg über – damit war der Weg frei, das Stadtgebiet flächenmäßig mit der Straßenbahn zu erschließen. Das Gleisnetz wurde daraufhin bis zum Ausbruch des Ersten Weltkriegs von 50 auf 127 km erweitert, jedoch wurde die Verbindung der Städte Nürnberg und Erlangen, die bereits 1907 angedacht war, bis heute nicht realisiert. Im 21. Jahrhundert werden Pläne dazu unter dem Namen Stadt-Umland-Bahn Nürnberg–Erlangen–Herzogenaurach verfolgt. Am 22. April 1906 wurde das bisherige Schema der farbigen Liniensignale aufgegeben und alle Linien mit Nummern versehen.
Der Erste Weltkrieg stellte die Verkehrsbetriebe wegen des fehlenden Personals, welches zum Kriegsdienst eingezogen worden war, vor Probleme. Diese wurden jedoch für damalige Verhältnisse unkonventionell gelöst, indem Frauen an die Stelle der Schaffner und später auch Fahrer traten. Trotz dieser Maßnahmen konnten Betriebseinschränkungen nicht gänzlich vermieden werden. Nach Kriegsende wurden die Frauen wieder entlassen, die vor dem Krieg nicht abgeschlossenen Baumaßnahmen beendet und der normale Betriebszustand wiederhergestellt.
Während der Inflationszeit gab die Gesellschaft ihr eigenes Notgeld heraus. Die ansprechend gestalteten Münzen zeigen regionale Motive.

### Schnellstraßenbahn und Omnibus
Als die Ludwigseisenbahn zwischen Nürnberg und Fürth im Jahr 1922 ihren Betrieb einstellen musste, pachtete die Nürnberg-Fürther Straßenbahn deren Gleiskörper und richtete auf ihm eine viergleisige Schnellstraßenbahnstrecke ein, die ab 10. September 1927 durch die neue Linie 31 bedient wurde. Diese Schnelllinie nutzte dabei das innere Gleispaar, um die regulären Züge zu überholen, und benötigte für eine Fahrt zwischen Plärrer und Fürth/Bahnhofstraße zwölf Minuten. Zur besseren Unterscheidung gegenüber den normalen Straßenbahnlinien erhielt sie eine rote Liniennummer mit roter Schrift auf weißem Grund, was ihr den Namen Rote 31 einbrachte. Der Betrieb wurde jedoch mit Ausbruch des Zweiten Weltkriegs am 1. September 1939 eingestellt.
Als Ergänzung zum Straßenbahnnetz richtete die Nürnberg-Fürther Straßenbahn am 15. Januar 1923 die erste Kraftomnibuslinie von Schweinau über Eibach und Reichelsdorf nach Mühlhof ein. Sie sollte ursprünglich der Vorlaufbetrieb für eine später zu errichtende Straßenbahnstrecke sein, da die eben erst eingemeindeten Stadtteile noch zu dünn besiedelt waren. Im Jahr 2023 beging die VAG ein Jubiläum „100 Jahre Bus in Nürnberg“ mit Bezug auf diese Strecke. Bis 1929 entstanden 14 weitere Linien, deren weitere Entwicklung unter Stadtbus Nürnberg zu finden ist.
Am 23. März 1925 wurde mit Einrichtung von vier neuen Linien das System von einstelligen Stammlinien und zweistelligen Verstärkerlinien eingeführt. Die zweite Ziffer der Verstärkerlinien gab dabei die Zugehörigkeit zur Stammlinie an, so war z. B. die Linie 41 die (vierte) Verstärkerlinie der Linie 1. Aus diesem Schema fiel die Linie 21, die trotz ihrer Nummerierung als Verstärkerlinie als gleichberechtigte Stammlinie neben der Linie 1 nach Fürth fuhr, da beide Linien unterschiedliche Start- und Endpunkte aufwiesen. In diese Zeit fällt auch die mit 23 größte Anzahl an Straßenbahnlinien, die vom 20. Oktober 1929 bis 24. August 1930 im Netz der Nürnberg-Fürther Straßenbahn unterwegs war.

### Zwischen 1933 und 1945

Straßenbahnnetz 1939

Mit der Machtübernahme der Nationalsozialisten 1933 wurde Nürnberg von Adolf Hitler zur „Stadt der Reichsparteitage“ ernannt. Dies hatte Konsequenzen für die Verkehrsbetriebe, mussten sie von da an doch für den Transport der Massen (beim Parteitag 1938 wurden an einem Tag über eine Million Menschen transportiert) zum Aufmarschgelände am Dutzendteich sorgen. Dafür wurden die Gleisanlagen an vielen Stellen umgebaut und erweitert, so wurden beispielsweise die Strecken entlang des Altstadtrings zum großen Teil in die Straßenmitte verlegt oder auf eigenem Gleiskörper trassiert sowie zahlreiche Schleifen und Hinterstellmöglichkeiten für Sonderwagen geschaffen. Die einzigen wirklichen Neubaustrecken entstanden nur in direkter Nähe zum Aufmarschgelände und der SS-Kaserne und bestanden aus den Unterpflasterstrecken im Zuge der heutigen Allersberger, Bayern-, Franken- und Münchener Straße, welche am 4. September 1938 in Betrieb genommen wurden. Diese Strecken kann man durchaus als Vorläufer einer Unterpflasterstraßenbahn sehen, die damals dem störungsfreien Straßenbahnbetrieb dienten und ferner einen besseren Blick auf die neuerbaute SS-Unterkunft ermöglichte, den Hitler persönlich gewünscht hatte. Bis dahin war der Straßenbahnbetrieb immer wieder durch die Aufmarschkolonnen der SS unterbrochen worden. Anfänglich wurde eine Hochbahnstrecke gebaut, die kurz darauf aber wieder abgebrochen und durch die Unterpflasterstrecke ersetzt wurde. Durch diese Maßnahmen wuchs das Netz auf seine größte Ausdehnung von 73 km an.
Am 1. September 1939 begann der Zweite Weltkrieg. Wie schon im Ersten Weltkrieg musste der Straßenbahnbetrieb wegen der Einberufung des männlichen Dienstpersonals eingeschränkt werden und wie damals wurden die Stellen mit Frauen besetzt. Im weiteren Kriegsverlauf wurden Hitlerjungen und Arbeitsmaiden verpflichtet und später Kriegsgefangene und Zwangsarbeiter eingesetzt, um den Straßenbahnbetrieb aufrechtzuerhalten. Für zusätzliche Einschränkungen sorgten außerdem die erlassenen Verdunkelungsvorschriften. Durch das Reichsleistungsgesetz war Nürnberg verpflichtet, überzählige Fahrzeuge, die als Vorhalt für die Reichsparteitage in großem Maße vorhanden waren, an andere deutsche Städte oder Städte in besetzten Gebieten (u. a. nach Kattowitz, Krakau, Posen und Graz) abzugeben.
Ab 1943 war Nürnberg immer häufiger Ziel alliierter Luftangriffe, die immer wieder für kurze Betriebsunterbrechungen sorgten, die aber durch die Netzstruktur relativ gut kompensiert werden konnten. Der verheerende Luftangriff vom 2. Januar 1945 richtete so schwere Schäden an der Infrastruktur (Versorgung, Netz und Fahrzeuge) an, dass der Betrieb nur noch auf wenigen Abschnitten aufrechterhalten werden konnte. Mit dem Einmarsch amerikanischer Streitkräfte am 16. April 1945 in Nürnberg wurde der Betrieb auf dem letzten Abschnitt vom Plärrer nach Muggenhof eingestellt.

### Wiederaufbau und Systemstreit

Straßenbahnnetz 1954

Straßenbahnnetz 1972

Straßenbahnnetz 1981

Am 11. Juni 1945 konnte der Straßenbahnbetrieb auf dem als letztes eingestellten Abschnitt Plärrer – Muggenhof wieder aufgenommen werden. Nach und nach wurden bis 1947 die gröbsten Schäden im Netz, soweit es aufgrund des Materialmangels möglich war, beseitigt, aber erst die Währungsreform von 1948 erlaubte es den Verkehrsbetrieben, den Fahrzeugpark und das Netz richtig instand zu setzen. Die Wiederaufbauarbeiten konnten am 18. April 1954 weitgehend abgeschlossen werden, lediglich die Streckenabschnitte Bauernfeindstraße – Stadion, Hallertor – Rathaus, Hallplatz – Zeltnerstraße und Peterskirche – Wodanplatz (heute Platz der Opfer des Faschismus) wurden nicht wieder aufgebaut. Die Strecke Seuffertstraße wurde erst 1948 wiedereröffnet, aber aufgrund ihrer geringen Verkehrsbedeutung wurde der Linienbetrieb bereits 1961 wieder eingestellt und die Strecke später vollständig zurückgebaut. Auf dem nun wieder vollständig zu befahrenden Netz verkehrten bis zu 21 Straßenbahnlinien, unter denen sich mit der Linie 51 die höchste je vergebene Liniennummer befand. Sie verkehrte vom 19. Oktober 1945 bis 24. April 1961 zwischen Fürth und der Nürnberger Südstadt.
Im August 1955 wurde mit der Auslieferung der beiden Prototyp-Großraumwagen der Baureihe 200 eine neue Epoche in der Geschichte der Nürnberg-Fürther Straßenbahn eingeläutet. Diese Triebwagen, die 1962 um die Gelenktriebwagen der Baureihe 300 ergänzt wurden, waren zum damaligen Zeitpunkt die Vertreter eines neuen und zeitgemäßen Nahverkehrs. Es dauerte jedoch bis in die 1970er Jahre, ehe alle Strecken mit den Großraum- und Gelenktriebwagen befahren werden konnten, da der Gleisabstand im Netz nicht überall auf die neuen, breiteren Züge ausgelegt war. Mit den neuen Fahrzeugen gab es auch Änderungen bei der Abfertigung der Fahrgäste (dem so genannten „Fahrgastfluss“). Anfangs war der Zustieg nur an der Hinterplattform erlaubt, an der Vorder- und Mitteltüre durfte nur ausgestiegen werden. Ab 16. November 1964 wurde zur Personaleinsparung der zeitweise schaffnerlose Betrieb mit Zustieg an der Fahrertür eingeführt, und seit 1973 verkehren alle Wagen ohne Schaffner bei freier Zusteigemöglichkeit.
Der in den 1960er Jahren immer weiter zunehmende motorisierte Individualverkehr stellte die Verkehrsbetriebe vor immer größere Schwierigkeiten, den Straßenbahnbetrieb störungsfrei abzuwickeln. Daneben war die Straßenbahn in den Augen vieler ein veraltetes Vehikel, das nicht in die (zum großen Teil auch politisch motivierte) Vorstellung einer autogerechten Stadt passte. Die Stadt beauftragte deshalb den Stuttgarter Verkehrswissenschaftler Professor Walther Lambert, Lösungen für die Nürnberger Verkehrsprobleme zu erarbeiten. In dem nach ihm benannten „Lambert-Gutachten“ sprach er sich für die teilweise Verlegung der Straßenbahn unter die Erde aus. Diese Idee, die später als „Stuttgarter Modell“ (siehe Stadtbahn Stuttgart) bezeichnet wurde, sollte so ausgelegt sein, dass das Netz zu einem späteren Zeitpunkt auf U-Bahn-Betrieb umgerüstet werden konnte. Der Stadtrat folgte diesen Empfehlungen zunächst und beschloss am 24. April 1963 die Umgestaltung des Straßenbahnnetzes zu einer Unterpflasterstraßenbahn bzw. Stadtbahn, revidierte den Beschluss aber am 24. November 1965 zu Gunsten einer klassischen U-Bahn. Baubeginn für die U-Bahn im Südosten der Stadt war im März 1967. Die erste Teilstrecke (Bauernfeindstraße-Langwasser Süd) wurde am 1. März 1972 eröffnet. Diese erste U-Bahnstrecke wurde noch ohne Stilllegungen von Straßenbahnlinien eröffnet – das sollte sich jedoch in der Zukunft ändern.

Mit dem Stadtbahn-Beschluss wurden Planungen für eine niveaufreie Führung des neuen Verkehrsmittels in der Fürther Straße von Seiten der Stadt Nürnberg und den Verkehrsbetrieben ausgearbeitet. Diese Hochbahn sollte 1,2 Kilometer lang sein, von der Ringbahn bis zur Stadtgrenze reichen und an der Stadtgrenze den bereits in Bau befindlichen Frankenschnellweg überqueren. Die endgültige Bauausführung wurde am 6. Juli 1965 vom Nürnberger Stadtrat beschlossen, musste aber durch den U-Bahn-Beschluss für die breiteren und schwereren U-Bahn-Fahrzeuge nochmals geändert werden. Die Bauarbeiten begannen schließlich am 6. September 1967 und konnten im Herbst 1970 abgeschlossen werden. Vom 4. November 1970 bis einschließlich 20. Juni 1981 wurde das Bauwerk von der Straßenbahn, nun allerdings im Vorlaufbetrieb für die U-Bahn, befahren.

### Konkurrenz durch die U-Bahn
Die weiteren U-Bahn-Planungen sahen ein Netz vor, in dem die U-Bahn nur noch durch Busse ergänzt und der Straßenbahnverkehr bis zum Jahr 2000 eingestellt werden sollte. Als erste Strecke, die dem U-Bahn-Bau zum Opfer fiel, wurde die Verbindung Frankenstraße – Bayernstraße am 1. August 1972 stillgelegt, da sie dem Bau der U-Bahn-Strecke zur Frankenstraße im Weg war. Am 12. Februar 1973 folgte die Strecke Hauptbahnhof – Celtistunnel – Endterstraße – Aufseßplatz – Landgrabenstraße wegen der beginnenden U-Bahn-Bauarbeiten am Aufseßplatz, und am 13. Oktober 1975 wurde die Verbindung vom Marientor zur Lorenzkirche aufgegeben.
Die Vorbereitungen zum Bau der zweiten Nürnberger U-Bahn-Linie machten sich zum ersten Mal ab 17. Oktober 1976 durch die Stilllegung der Verbindungen Rochusfriedhof – Schlachthofstraße, wofür eine Umleitungsstrecke parallel zur Schlachthofstraße gebaut wurde, sowie Bauerngasse – Rochusfriedhof – Fürther Straße bemerkbar. Zusätzlich wurde der Linienverkehr auf dem Abschnitt An den Rampen – Landgrabenstraße im Zuge des Frankenschnellweg-Baus (der als Entlastung für die während des U-Bahn-Baus gesperrte Fürther Straße angelegt wurde) eingestellt. Am selben Tag wurde der südliche Teil des „Westrings“ von der Willstraße zur Brückenstraße stillgelegt, da die Straßenbahn in der Fürther Straße wegen des beginnenden U-Bahn-Baus auf die Nordseite verlegt wurde und die Stadt sich die Kosten für das neu zu erstellende Gleisdreieck sparen wollte. Außerdem wurde, obwohl nicht durch eine U-Bahn-Baumaßnahme betroffen, die Schleife zur Endhaltestelle Herrnhütte, im Zuge der Bessemer-, Klingenhof- und Martinstraße nicht mehr regelmäßig befahren und später abgebaut. Durch das an diesem Tag in Kraft tretende „Sparkonzept 1976“ wurden fast sämtliche Verstärkungslinien im Berufsverkehr eingestellt und als Ausgleich dafür ein dichterer Takt (7½ anstatt 10 min) der Hauptverkehrslinien eingeführt.
Alle Streckenstilllegungen erfolgten bis dato bereits vor dem Beginn der U-Bahn-Bauarbeiten, wohingegen der Straßenbahnverkehr durch die Lorenzer Altstadt vom Hauptbahnhof bis Weißer Turm erst mit der Eröffnung der U-Bahn bis Weißer Turm am 28. Januar 1978 eingestellt wurde. Am selben Tag wurden noch die Strecken Scheurlstraße – Glockenhofstraße – Peterskirche und Bayernstraße – Bauernfeindstraße stillgelegt. Mit der Verlängerung der U-Bahn bis Bärenschanze am 23. Oktober 1980 verschwand mit dem letzten verbliebenen Streckenstück Plärrer – Weißer Turm, das nur noch eine Zubringerfunktion hatte, die Straßenbahn endgültig aus der Nürnberger Altstadt. Mit der Eröffnung der U-Bahn-Strecke bis Eberhardshof wurde am 20. Juni 1981 der Straßenbahnbetrieb vom Plärrer durch die Fürther Straße nach Fürth sowie in Fürth wenige Wochen vor dem 100-jährigen Straßenbahnjubiläum eingestellt. Somit hörte die Nürnberg-Fürther Straßenbahn auf zu existieren und beschränkt sich als Straßenbahn Nürnberg seitdem auf das Nürnberger Stadtgebiet. Sämtliche Streckenstilllegungen wurden von der Bevölkerung anfangs protestlos hingenommen, einzige Ausnahme war der Protest gegen die geplante Einstellung des Straßenbahnverkehrs zum Südfriedhof (Worzeldorfer Straße) Anfang der 1970er Jahre.

## Fahrzeuggeschichte

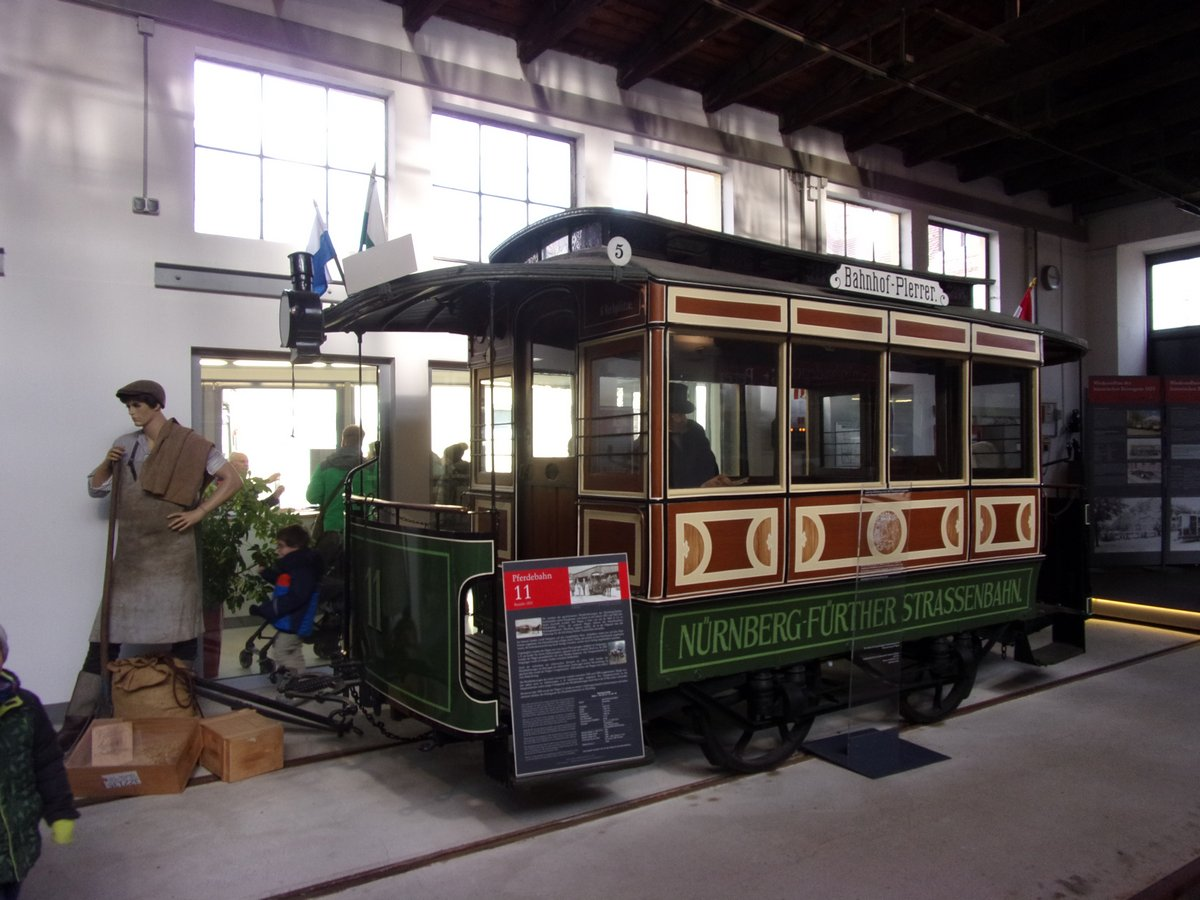
Pferdebahnwagen 11 im Depot St. Peter

### Pferdebahnwagen
Geschlossene Wagen
Die erste Serie geschlossener Pferdebahnwagen wurde 1881/82 an die Nürnberg-Fürther Straßenbahn geliefert. Wagen 1 stammte aus den USA von der Firma Brill&Co in Philadelphia, die Wagen 2–26, 37–41 und 50–55 von der Maschinenbau Actiengesellschaft Nürnberg (MAN). Die einspännigen Wagen waren 4,81 m lang, 1,6 t schwer und boten 24 Fahrgästen Platz. Daneben gab es noch eine Reihe zweispänniger Wagen (42–46), die 6,72 m lang, 2,2 t schwer waren und 32 Fahrgästen Platz boten und ebenfalls von der MAN stammten. Die Wagen 47 und 48 kamen von Herbrand & Cie., waren 6,7 m lang, 2,4 t schwer und verfügten über ein Fassungsvermögen von 32 Fahrgästen. 1882 wurde ein Wagen (Nummer 49) aus Stuttgart übernommen und 1895 zu einem „Sommerwagen“ umgebaut. Ab 1888 wurden alle Wagen grundsätzlich von zwei Pferden gezogen. 1890 wurde ein weiterer Einspänner mit der Nummer 27II von der MAN beschafft. 1891 folgte noch einmal eine Serie einspänniger Fahrzeuge (28II–32II), die 5,75 m lang, 2,0 t schwer waren und 28 Fahrgästen Platz boten.

Versuchsweise wurde im November 1893 ein Ofen in einen Wagen eingebaut, der sich bewährte und so alle Fahrzeuge damit ausgerüstet wurden. Mit der Einführung des elektrischen Betriebs wurden die Wagen als Beiwagen verwendet und an die neuen Triebwagen angehängt. 1902 wurden die großen Wagen mit einer Wirbelstrombremse ausgerüstet und die Plattformen verglast, so dass sie noch bis in die 1920er Jahre zum Einsatz kamen und erst 1926 ausgemustert und verschrottet wurden. Die Einspänner wurden bis 1909 ausgemustert und teilweise zu Arbeitswagen umgebaut, wovon ein Wagen bis in die 1970er Jahre in der Hauptwerkstatt eingesetzt wurde. Als letzter Vertreter seiner Art wurde Wagen 11 bereits 1909 restauriert und ist heute Museumswagen.
 Offene Wagen

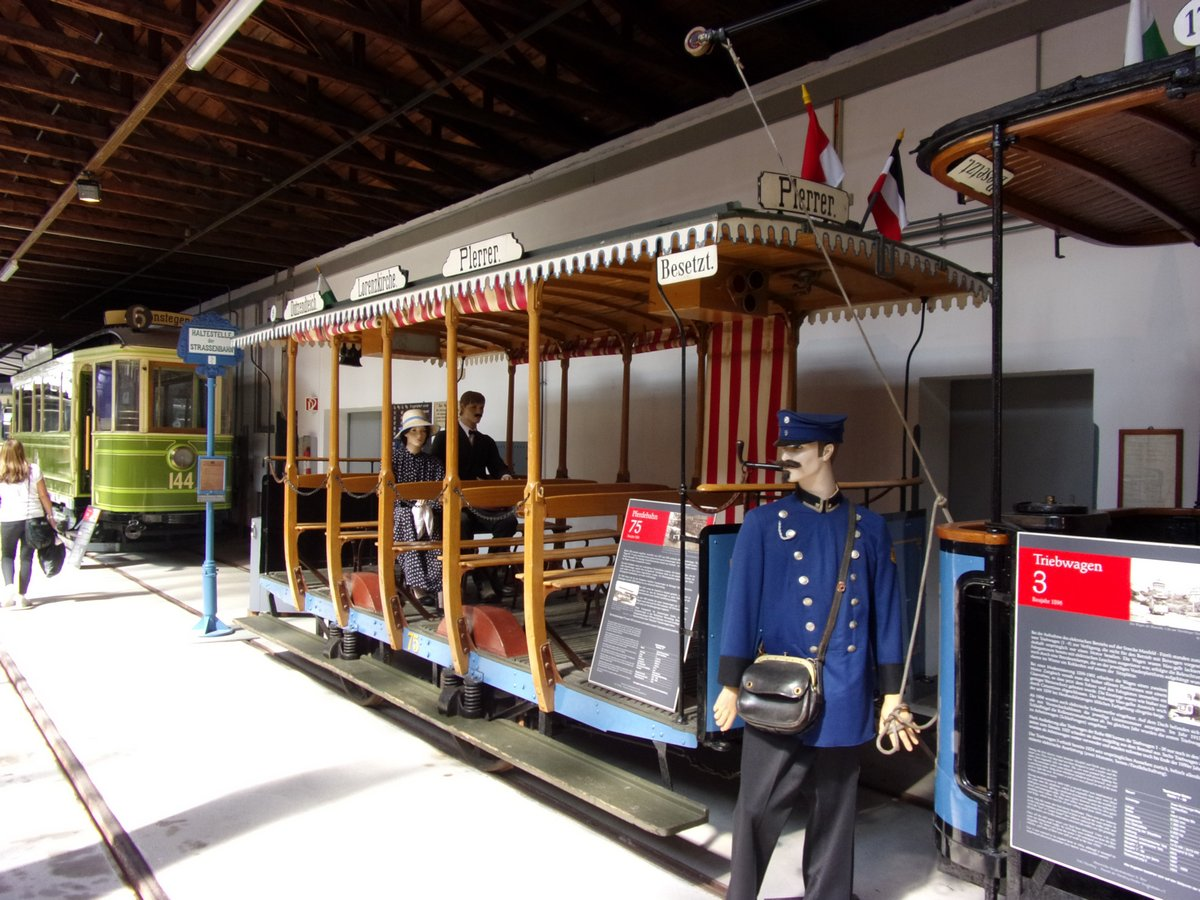
Pferdebahn-Sommerwagen 75

Neben den geschlossenen wurde 1881 eine Serie offener Pferdebahnwagen mit den Nummern 27–36 von der MAN an die Nürnberg-Fürther Straßenbahn geliefert. Dabei handelte es sich um Zweispänner, die 6,45 m lang, 2,0 t schwer und für 40 Fahrgäste ausgelegt waren. Von diesen Wagen mussten wegen sinkender Fahrgastzahlen 1883 sechs verkauft werden. Zwischen 1887 und 1888 wurde eine weitere Serie (Wagen 60–77) beschafft, die 5,1 m lang, 1,4 t schwer waren und 32 Fahrgästen Platz boten. Die fünf Sitzbänke waren quer zur Fahrtrichtung angeordnet und verfügten über umklappbare Rückenlehnen, zur Straße hin wurden die Fahrgäste mit Ketten gesichert. Die letzte Wagenserie (78–95) wurde zwischen 1890 und 1891 geliefert und unterschied sich von der vorangegangenen Serie nur durch einen 35 cm längeren und 200 kg schwereren Wagenkasten, der vier Fahrgästen mehr Platz bot.

Ebenso wie die geschlossenen wurden die offenen Pferdebahnwagen nach Aufnahme des elektrischen Betriebs 1896 als Beiwagen eingesetzt. Damit einhergehend wurden alle Sommerwagen umgebaut: Der Zustieg über die Trittbretter wurde verschlossen und war von da an nur noch über die Plattformen möglich, wozu ein Mittelgang im Wagen errichtet wurde. Der Grund war, dass die Schaffner bis dahin von außen, auf dem Trittbrett entlanggehend, die Fahrausweise kontrollierten und dies wegen der erhöhten Geschwindigkeit als zu gefährlich angesehen wurde. Ab 1906 wurden die ersten Wagen ausgemustert und zum Teil als Transportwagen in der Hauptwerkstätte eingesetzt. Der letzte Wagen war noch bis 1926 als Betriebsreserve vorgehalten und wurde dann verschrottet. Wagen 75 hat überlebt und ist heute Teil des Museumsbestands.

### Triebwagen
Baureihe 1

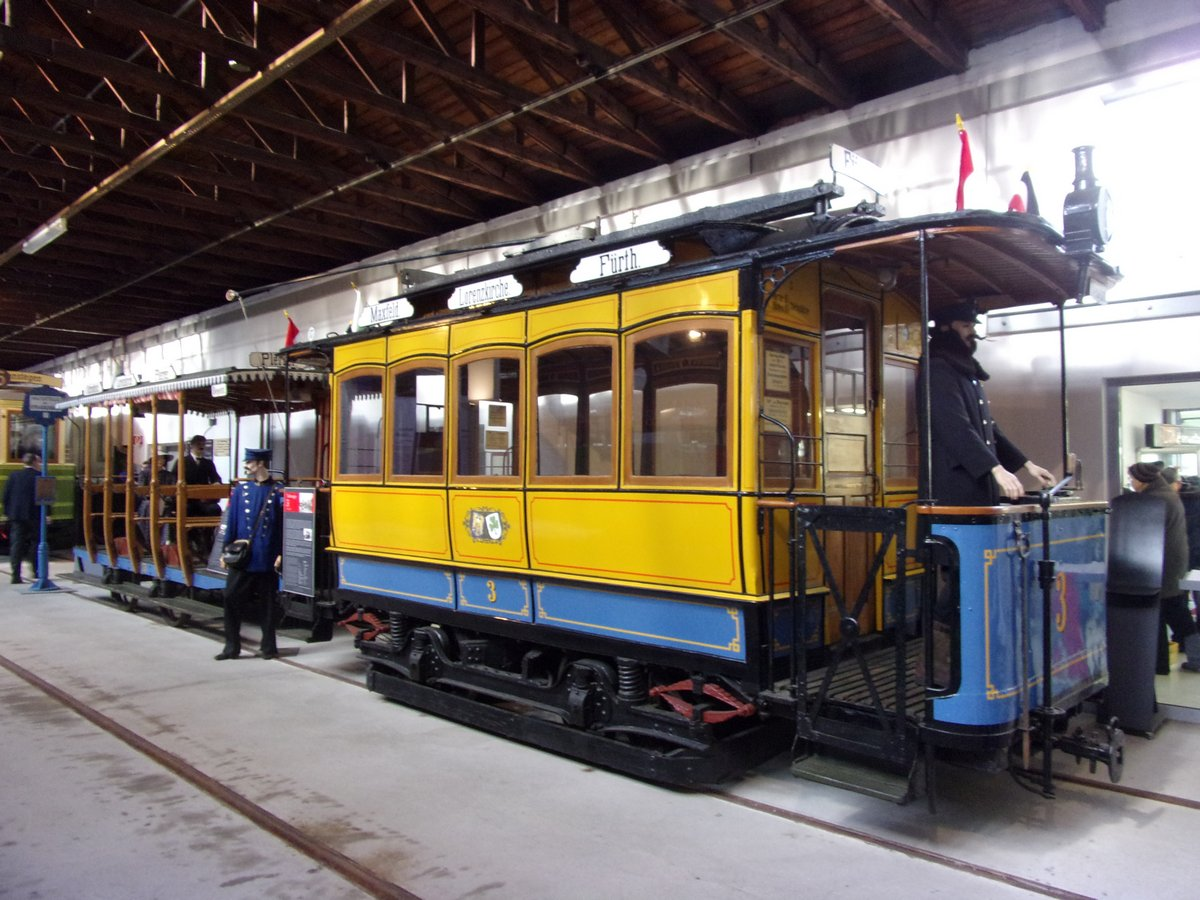
Elektrischer Triebwagen 3 von 1896 im Depot St. Peter, mit Pferdebahn-Sommerwagen 75 als Beiwagen

Die erste Baureihe elektrischer Triebwagen bei der Nürnberg-Fürther Straßenbahn, die von Herbrand & Cie. und der AEG hergestellt wurde, bestand aus den „kleinen Triebwagen“ (1–36) und den „großen Triebwagen“ (50–81). Die „kleinen Triebwagen“ waren 6,03 m lang, 5,6 t schwer, verfügten über eine bzw. nach Umbau einiger Fahrzeuge zwei Motoren mit je 15 kW Leistung und boten 28 Fahrgästen Platz, die „großen Triebwagen“ waren 7,03 m lang, 7,4 t schwer, mit zwei Motoren à 15 kW ausgestattet und boten Platz für 34 Fahrgäste. 1896 wurden die Wagen 1–6 sowie 50–74 und 1897 die Wagen 7–36 und 75–81 beschafft. Die Fahrzeuge hatten ursprünglich offene Plattformen, einen geschlossenen Fahrgastraum und bezogen den Fahrstrom über Rollenstromabnehmer. Mit dem Umbau zwischen 1899 und 1901 wurden die Plattformen verglast und die Rollenstromabnehmer durch Lyra-Bügel ersetzt. Die Ausmusterung erfolgte bis 1926, als historisches Museumsfahrzeug befindet sich heute Wagen 3 im Bestand des Straßenbahnmuseums.
 Baureihe 100 (Bj. 1899)

Zwischen 1899 und 1900 wurden die Triebwagen mit den Nummern 100–140 von der MAN und Schuckert / Union Elektricitäts-Gesellschaft geliefert. Die Fahrzeuge waren 8,9 m lang, zwischen 10,9 und 11,0 t schwer, verfügten über zwei Motoren mit je 20 kW Leistung und verfügten erstmals über einen vollständig geschlossenen Fahrgastraum, der Platz für 42 Personen bot. Wegen der noch aus der Pferdebahnzeit stammenden engen Gleisradien bestand das Fahrwerk aus zwei Drehgestellen der Bauart „Maximum“. Durch Umbauten im Lauf ihres Einsatzes wurden an den Fahrzeugen die Petroleumscheinwerfer durch elektrische ersetzt (1904), die Rollenstromabnehmer durch Lyra-Bügel (1913) sowie ab 1914 Fünfecktrommeln anstatt der Steckschilder zur Fahrzielanzeige verwendet. Die Triebwagen wurden bis 1930 ausgemustert, die als Museumswagen aufgehobenen Fahrzeuge 124 und 140 wurden im Zweiten Weltkrieg beschädigt und 1946 verschrottet.
 Baureihe 100 (Bj. 1909)

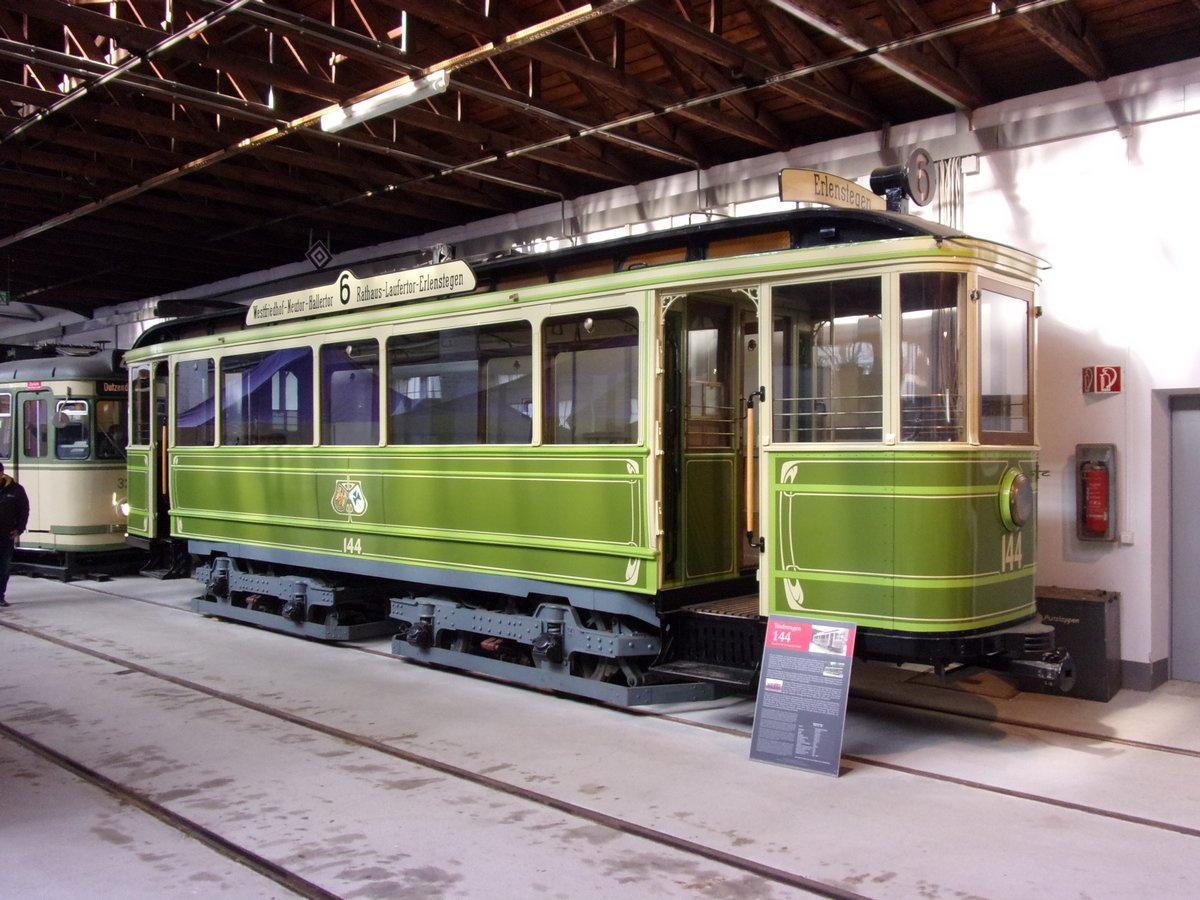
„Zeppelin“-Triebwagen 144

Für die Bayerische Jubiläums-Landesausstellung von 1906 wurde um das Ausstellungsgelände eine Rundbahn gebaut, für die zehn Triebwagen  beschafft wurden. Die Fahrzeuge wurden nach Beendigung der Ausstellung von der Nürnberg-Fürther Straßenbahn übernommen und 1909 von der MAN und SSW unter Verwendung der Untergestelle zu den Triebwagen 141–150 umgebaut. Sie waren 11,0 m lang, 14,5 t schwer, verfügten über zwei Motoren mit je 32 kW Leistung und boten 50 Fahrgästen Platz. Den Beinamen „Zeppelinwagen“ erhielten die Fahrzeuge aufgrund ihres eleganten Aussehens und der ruhigen Fahrweise. Aufgrund des von den Nationalsozialisten eingeführten Reichsleistungsgesetzes mussten alle Fahrzeuge 1941 nach Krakau abgegeben werden, wo sie noch bis 1970 im Einsatz waren. Durch die Städtepartnerschaft Nürnbergs mit Krakau konnte 1984 der zum Arbeitswagen umgebaute Tw 144 nach Nürnberg zurückkehren und befindet sich seitdem im Bestand des Straßenbahnmuseums. Derzeit wird der Wagen einer erneuten Rekonstruktion unterzogen, um künftig sowohl für Nürnberg als auch Krakau jeweils einen betriebsfähigen „Zeppelinwagen“ für Rundfahrten zu erhalten.
 Baureihe 200 (Bj. 1902)

Dieses Einzelfahrzeug wurde 1902 von der MAN zunächst als Beiwagen geliefert. Da er aber zu schwer war, um per Hand an den Endstellen rangiert zu werden, wurde er an die MAN zurückgegeben und in einen Triebwagen umgebaut. Der neue Triebwagen wurde 1903 in Dienst gestellt, diente aber vorwiegend dem Stadtrat als „Bereisungswagen“ zur Besichtigung neuer Streckenabschnitte, da seine Innenausstattung von den übrigen Fahrzeugen abwich. 1910 wurde der Wagen zu einem Arbeitswagen umgebaut und später verschrottet. Der Wagen war 7,28 m lang, 8,0 t schwer, verfügte nach dem Umbau zum Triebwagen über zwei Motoren mit je 20 kW Leistung und bot Platz für 38 Fahrgäste.
 Baureihe 200 (Bj. 1904)

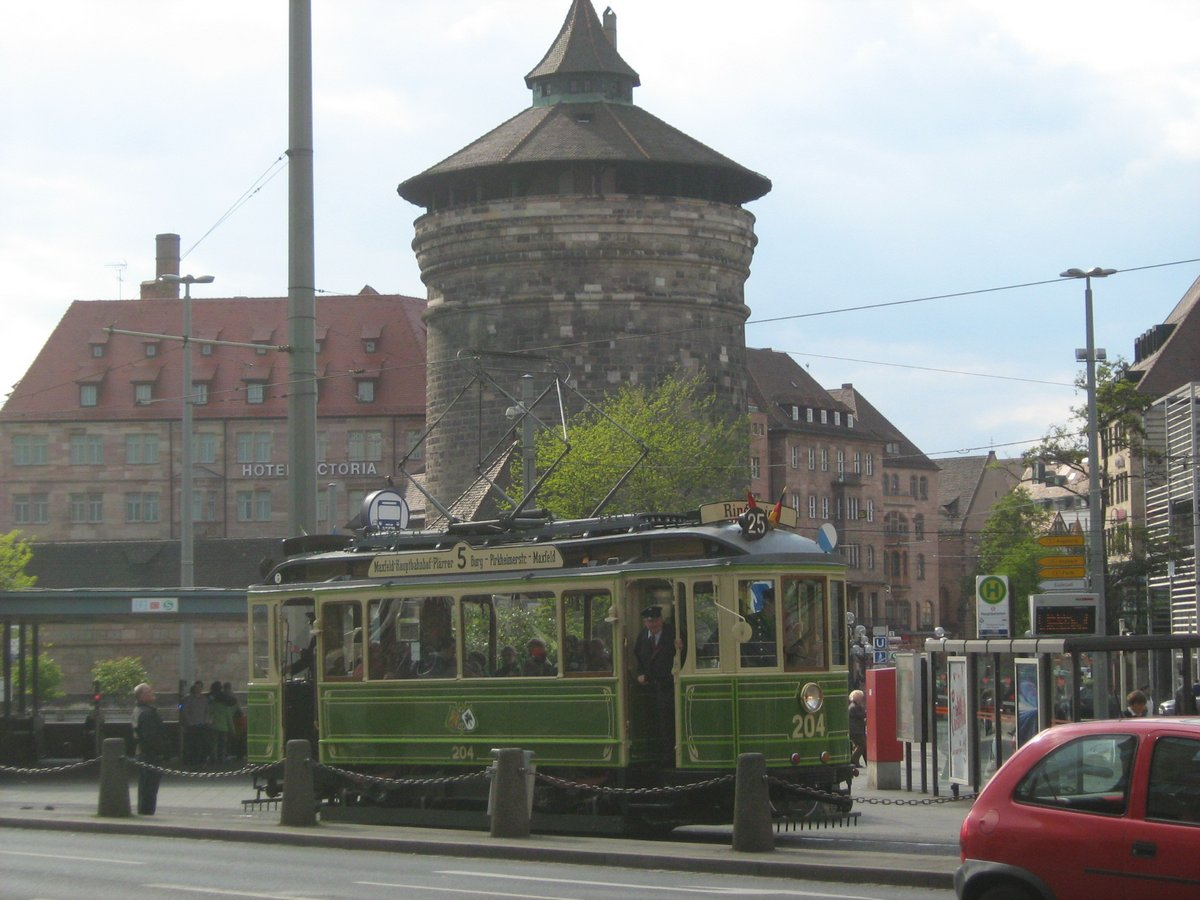
Triebwagen 204 am Hauptbahnhof

Diese von 1904 bis 1906 in zwei Serien beschafften Triebwagen waren die Nachfolger der Baureihe 100 von 1899. Sie wurden von der MAN und SSW hergestellt, waren 8,96 m lang, 11,1 t schwer, verfügten über zwei Motoren mit je 32 kW Leistung und boten 40 Fahrgästen Platz. Die erste Lieferserie (Tw 202–207) verfügte über mit einer Deichsel verbundene Einzelachsdrehgestelle, um die Kurvengängigkeit zu erhöhen, und wurde, nachdem sich diese Konstruktion nicht bewährt hatte, zwischen 1908 und 1909 mit den in der zweiten Serie verwendeten und von der MAN entwickelten Pressträger-Untergestellen ausgestattet.

Mit Auslieferung der Nachfolgebaureihe 600 wurden die „200er“ ab 1914 nach und nach auf die Nebenlinien abgedrängt und ab den 1930er Jahren nur nach als Betriebsreserve vorgehalten. Aufgrund des Reichsleistungsgesetzes wurden zwischen 1941 und 1942 22 Triebwagen nach Kattowitz und 12 nach Graz abgegeben, die restlichen Fahrzeuge wurden zu Arbeitswagen umgebaut und bis 1961 verschrottet. Als letzter verbliebener Vertreter seiner Baureihe wurde Arbeitswagen A12 (ex Tw 204) zwischen 2001 und 2003 restauriert und ist seitdem in seiner Ursprungsausführung Teil des Museumswagenparks.
 Baureihe 600

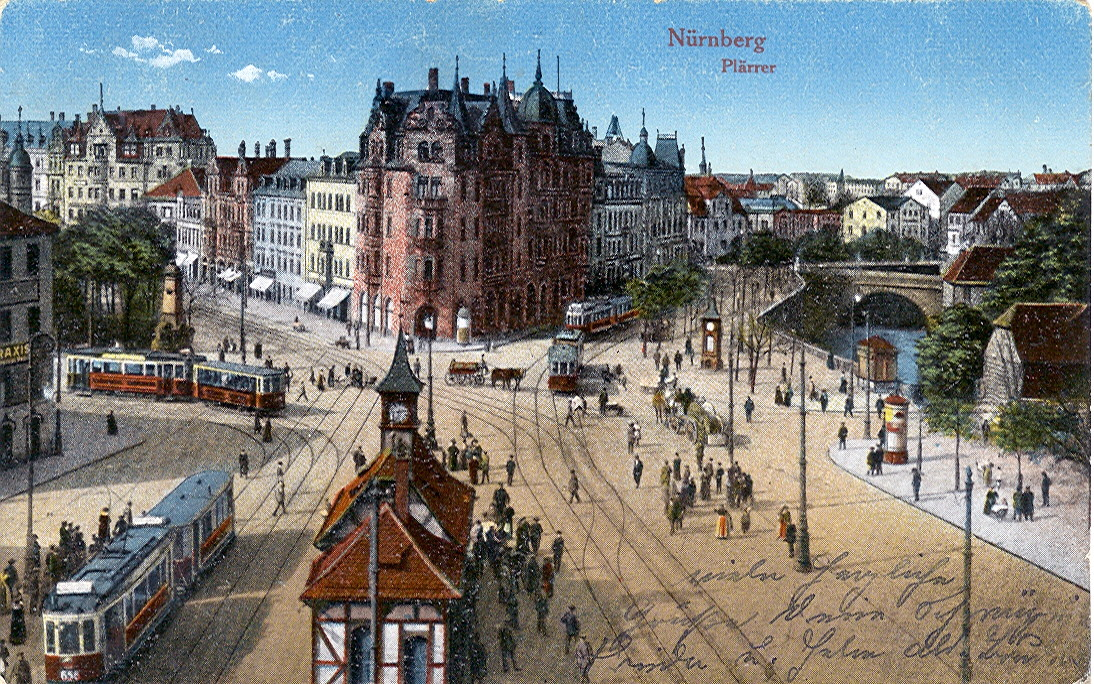
Postkarte von 1917 Nürnberger Plärrer mit Fahrzeugen der Baureihe 600

Die Nachfolger der Baureihe 200 von 1904 wurden zwischen 1912 und 1914 von der MAN und SSW in drei Serien geliefert. Die Fahrzeuge waren 9,96 m lang, 11,0 t schwer, verfügten über zwei Motoren mit je 40 kW bzw. 65 kW Leistung und boten 55 Fahrgästen Platz. Die Plattformen waren, bedingt durch die Fahrzeuglänge, verjüngt, um bei Begegnungen in Kurven die vorgegebenen Mindestabstände nicht zu unterschreiten. Die ab der zweiten Lieferserie verwendeten Lyra-Stromabnehmer wurden ebenso wie die bei der dritten Serie verwendeten Fünfecktrommeln bei den jeweils älteren Serien nachgerüstet.

1937 wurden die Triebwagen 653–674 auf die Schwend’sche Nutzbremsschaltung umgebaut, die Leistung ihrer Motoren auf je 65 kW angehoben und die Fahrzielanzeige in die Frontscheiben integriert. Im Zweiten Weltkrieg wurden 12 Fahrzeuge zerstört, die restlichen wurden in den 1950er Jahren auf den Nebenlinien eingesetzt oder zu Arbeitswagen umgebaut. Ab 1956 erfolgte die Verschrottung der ersten noch im Linienverkehr eingesetzten Fahrzeuge, bis 1966 waren auch die zu Arbeitswagen umgebauten Triebwagen ausgemustert. Als letzter Vertreter seiner Art wurde der zum Arbeitswagen A62 umgebaute Tw 641 im Jahr 2000 restauriert und ist seitdem Teil der Museumsflotte, ohne TÜV-Zulassung.
 Baureihe 700 (Bj. 1913)

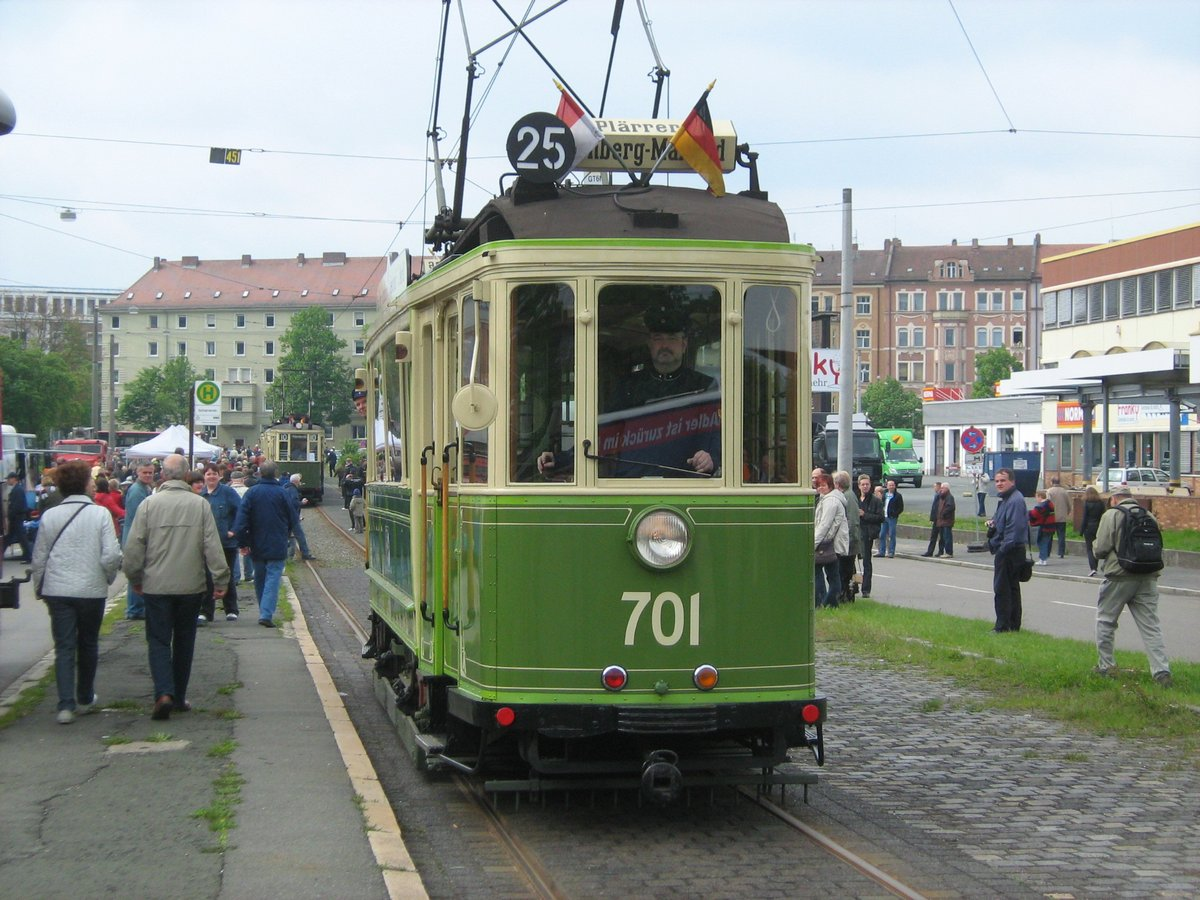
Triebwagen 701 in der Schleife Scharrerstraße

1913 wurden von der MAN und SSW die beiden Triebwagen 701 und 702 geliefert, die 9,96 m lang und 12,2 bzw. 12,9 t schwer waren, über zwei Motoren mit je 40 kW Leistung verfügten und Platz für 54 Fahrgäste boten. Sie entsprachen vom Aufbau her den Fahrzeugen der Baureihe 600, verfügten jedoch erstmals über einen komplett geschlossenen Wagenkasten und ein „Patentlenkachs-Fahrgestell“ von MAN. Eingesetzt wurden die Wagen zuerst auf der Linie 1 nach Fürth und später auch auf der Gepäcklinie zwischen Plärrer und Fürther Freiheit. Nach dem Zweiten Weltkrieg wurde Tw 701 zum Fahrschulwagen A41 umgebaut, Tw 702 wurde der Baureihe 600 angepasst. 1965 wurde der zwischenzeitlich zum Arbeitswagen A60 umgezeichnete Tw 702 ausgemustert und verschrottet, Triebwagen 701 wurde 1976/77 restauriert und ist seitdem im Bestand des Straßenbahnmuseums.

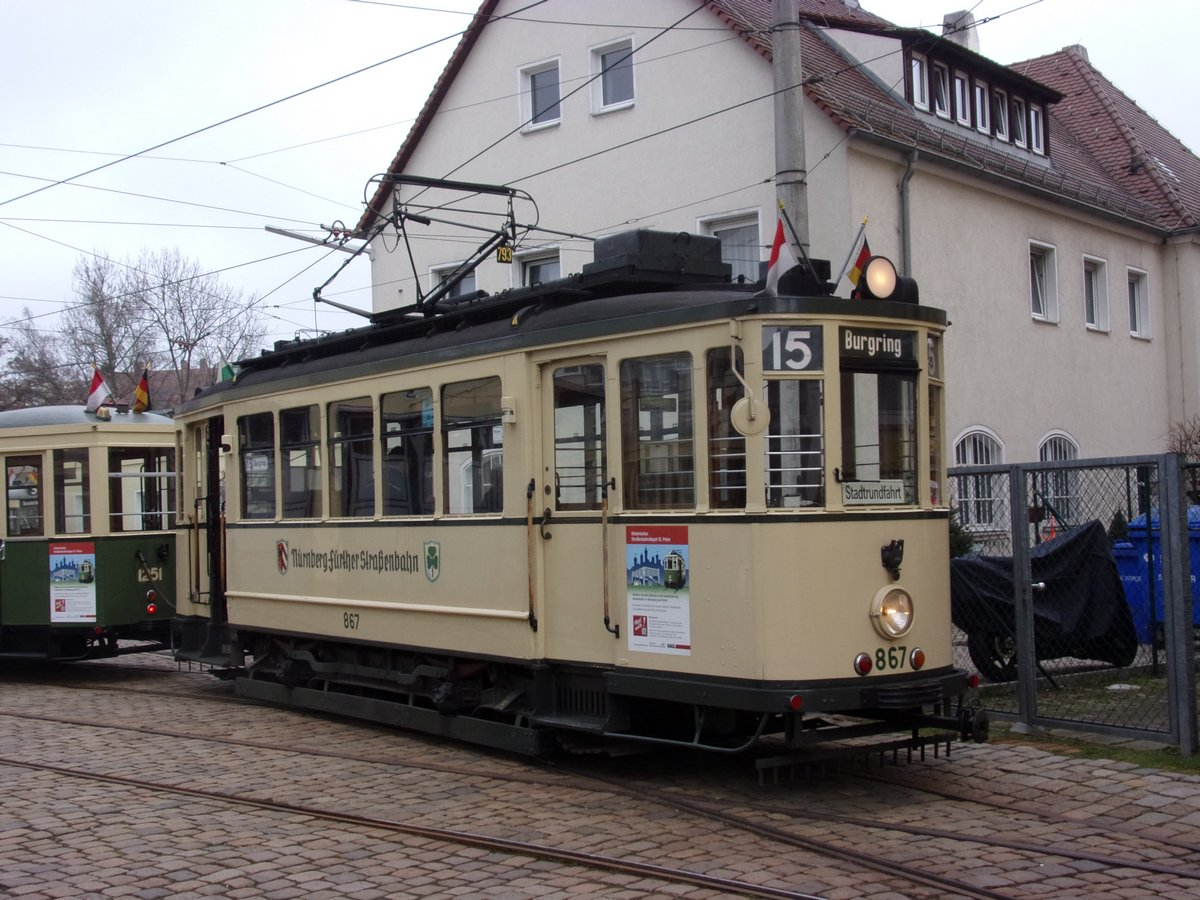
Triebwagen 867 im Depot St. Peter

 Baureihe 700/800 (Bj. 1925)
Die beiden Triebwagen 711 und 712 wurden 1925 von der MAN und SSW geliefert und bildeten den Auftakt für die größte zusammenhängende Fahrzeugserie für die Nürnberg-Fürther Straßenbahn. Die beiden Prototypen verfügten erstmals über ein Tonnendach, ab Werk über die Schwend’sche Nutzbremsschaltung, in die Frontfenster integrierte Linienanzeige sowie eine geänderte Fensteranordnung mit Übersetzfenstern. Noch im selben Jahr begann die Auslieferung der Serienfahrzeuge, die in insgesamt fünf Lieferlosen bis 1929 erfolgte. Sie verfügten abweichend von den Prototypen über nur einen Einzeleinstieg auf der rechten Plattformseite. Alle Fahrzeuge waren 10,04 m lang, zwischen 12,0 und 14,7 t schwer, verfügten anfangs über zwei Motoren mit je 40 kW Leistung und boten 57 Fahrgästen Platz. Die unterschiedliche Baureihenbezeichnung resultiert aus den eingesetzten Motoren: Die Wagen 751–780 besaßen Gleitlagermotoren, in den Wagen 801–870 fanden rollengelagerte Motoren Verwendung.

Ab 1933 wurden die Serienfahrzeuge mit der nun ausgereiften Nutzbremsschaltung ausgerüstet, dadurch stieg die Motorleistung auf 50 (Tw 801–870) bzw. 65 kW (Tw 751–780). Außerdem wurden bei allen Fahrzeugen bis 1940 die Lyra-Stromabnehmer durch die bereits bei den Tw 841–870 ab Werk verwendeten BBC-Scherenstromabnehmer ersetzt. Im Zweiten Weltkrieg wurden insgesamt 14 Triebwagen zerstört und fünf nur so weit beschädigt, dass sie 1950 auf den noch vorhandenen Untergestellen neu aufgebaut werden konnten. 1963 wurden die Fahrzeuge der Reihe 751–780, bis 1973 die Reihe 801–870 ausgemustert und zu Arbeitswagen umgebaut oder verschrottet. Der Wagen 801 befindet sich im Verkehrszentrum des Deutschen Museums in München. Als letzte Vertreter ihrer Baureihe sind die Wagen 819, 810 und 867 erhalten geblieben – ersterer stand zuletzt als Denkmal auf dem Gelände der Firma Lehmann. Triebwagen 819 stand 2016 beim Hotel 'De Rijper Eilanden' in De Rijp, in der niederländischen Provinz Nordholland. Letzterer befindet sich im Museumsbestand der VAG.
 Baureihe 800 (Bj. 1935)

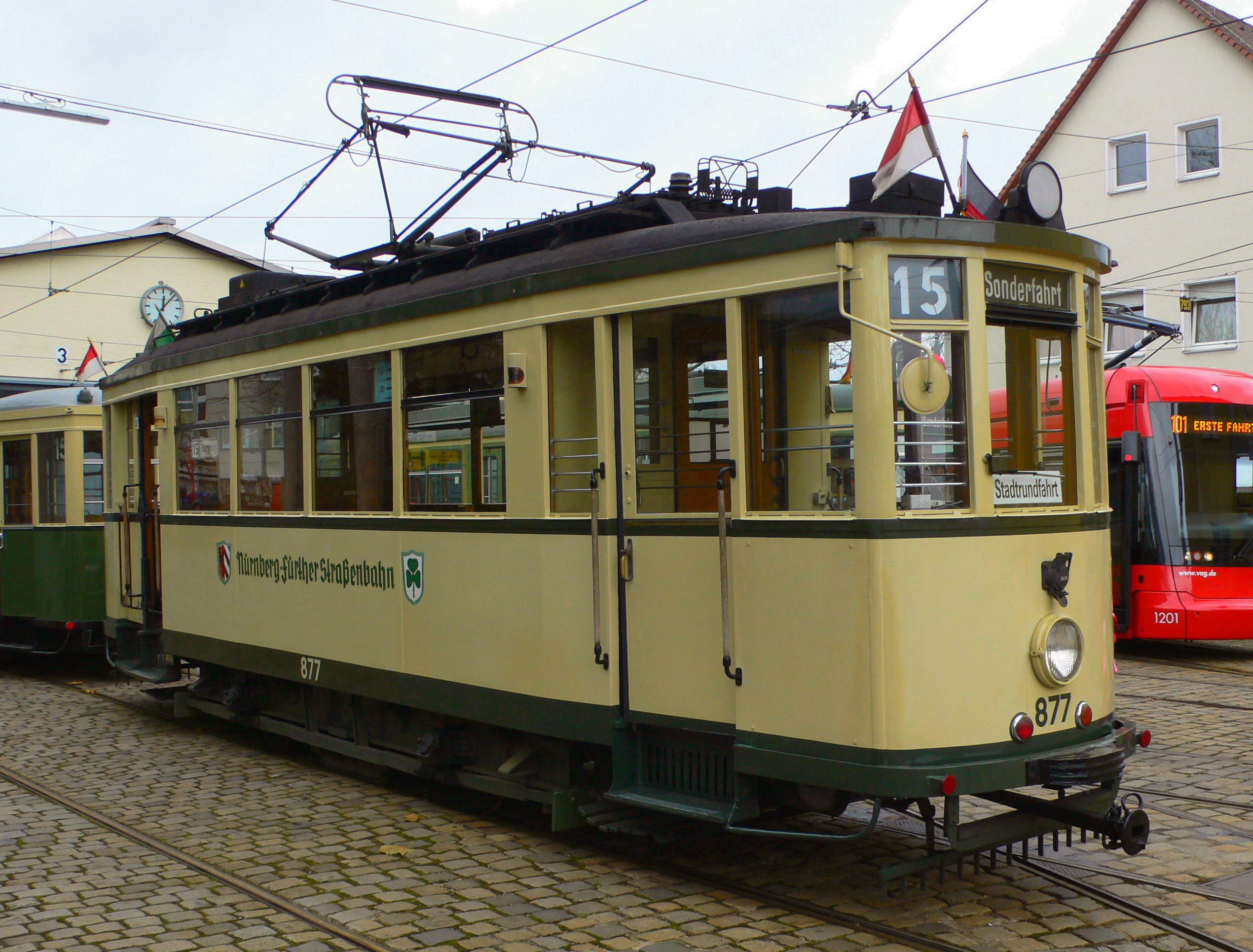
Triebwagen 877

1935 wurden von der MAN und SSW zwölf mit der Baureihe 801–870 identische Fahrzeuge gebaut. Sie unterschieden sich lediglich im erstmals in Ganzstahlbauweise ausgeführten Wagenaufbau, der Fensteraufteilung (vier anstatt fünf gleich große Fenster) und der werksseitigen Ausrüstung mit Nutzbremse und Scherenstromabnehmer. Die Fahrzeuge waren 10,11 m lang, 13,5 t schwer, verfügten über zwei Motoren mit je 60 kW Leistung und boten Platz für 60 Fahrgäste. Bis auf ein Fahrzeug überstanden die Triebwagen den Zweiten Weltkrieg unbeschadet und wurden in den 1950er Jahren an die aktuellen Verkehrsvorschriften angepasst. 1976 erfolgte die Ausmusterung der Serie, wovon fünf Fahrzeuge noch zu Arbeitsfahrzeugen umgebaut wurden. Bis auf die Triebwagen 876, 877 und die Arbeitswagen A21 und A22, die sich heute im Bestand des Straßenbahnmuseums befinden, wurden die restlichen Fahrzeuge 1983 verschrottet.
 Baureihe 900

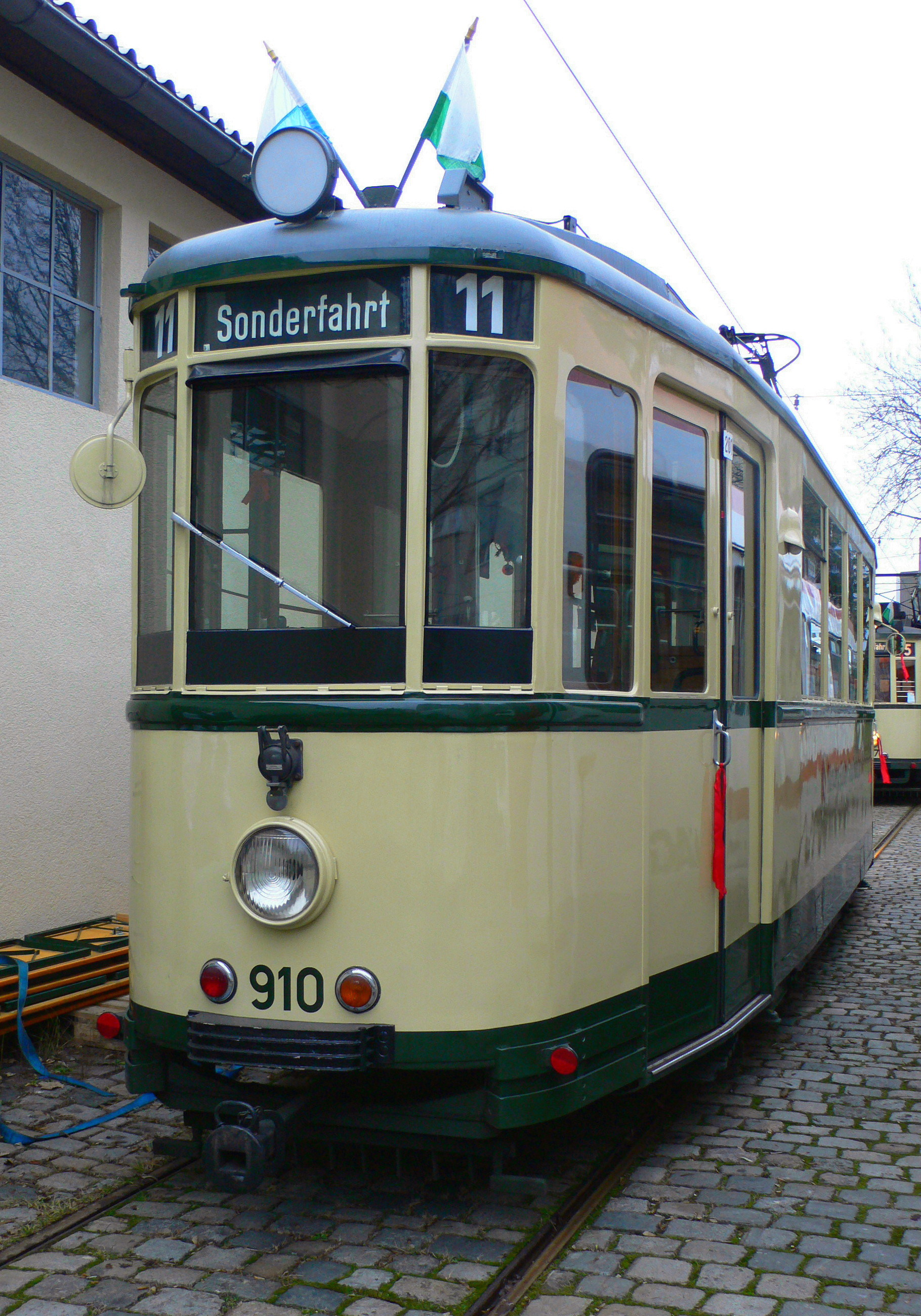
Triebwagen 910

1938 wurde von der Nürnberg-Fürther Straßenbahn das Vorbild des Einheitsstraßenbahnwagens (ESW) entwickelt. Für die Verkehrsbetriebe wurden 1939 30 Fahrzeuge bei der DUEWAG (Wagen 901–915) und der MAN (Wagen 916–930) in Auftrag gegeben, deren elektrische Ausführung wieder von SSW übernommen wurde. Die Triebwagen waren auf dem damals modernsten Stand der Technik: Der Wagen war in Ganzstahlbauweise ausgeführt und vollkommen geschlossen, die Fahrzeuge besaßen eine 12-Volt-Niederspannungsanlage, an den Plattformen befanden sich Doppeleinstiege mit teilweise elektrisch betätigten Türen, die Fahrzielanzeige war separat über dem Frontfenster angebracht, die Frontscheiben waren elektrisch beheizt, die Sitze waren erstmals gepolstert.

Während des Zweiten Weltkriegs wurden fünf Fahrzeuge zerstört, die restlichen waren bis 1948 wieder instand gesetzt und verkehrten mit Auslieferung der Großraumtriebwagen nur mehr auf den Nebenlinien. Nachdem 1970 die Stumpfendstelle am Westfriedhof durch eine Wendeschleife ersetzt worden war, verschwand das letzte wirkliche Einsatzgebiet der Zweirichtungstriebwagen, so dass sie bis 1976 ausgemustert und bis 1984 verschrottet wurden. Als Museumsfahrzeuge sind heute noch Triebwagen 901 (unrestauriert) und 910 vorhanden.
 Baureihe 100 (Bj. 1954)

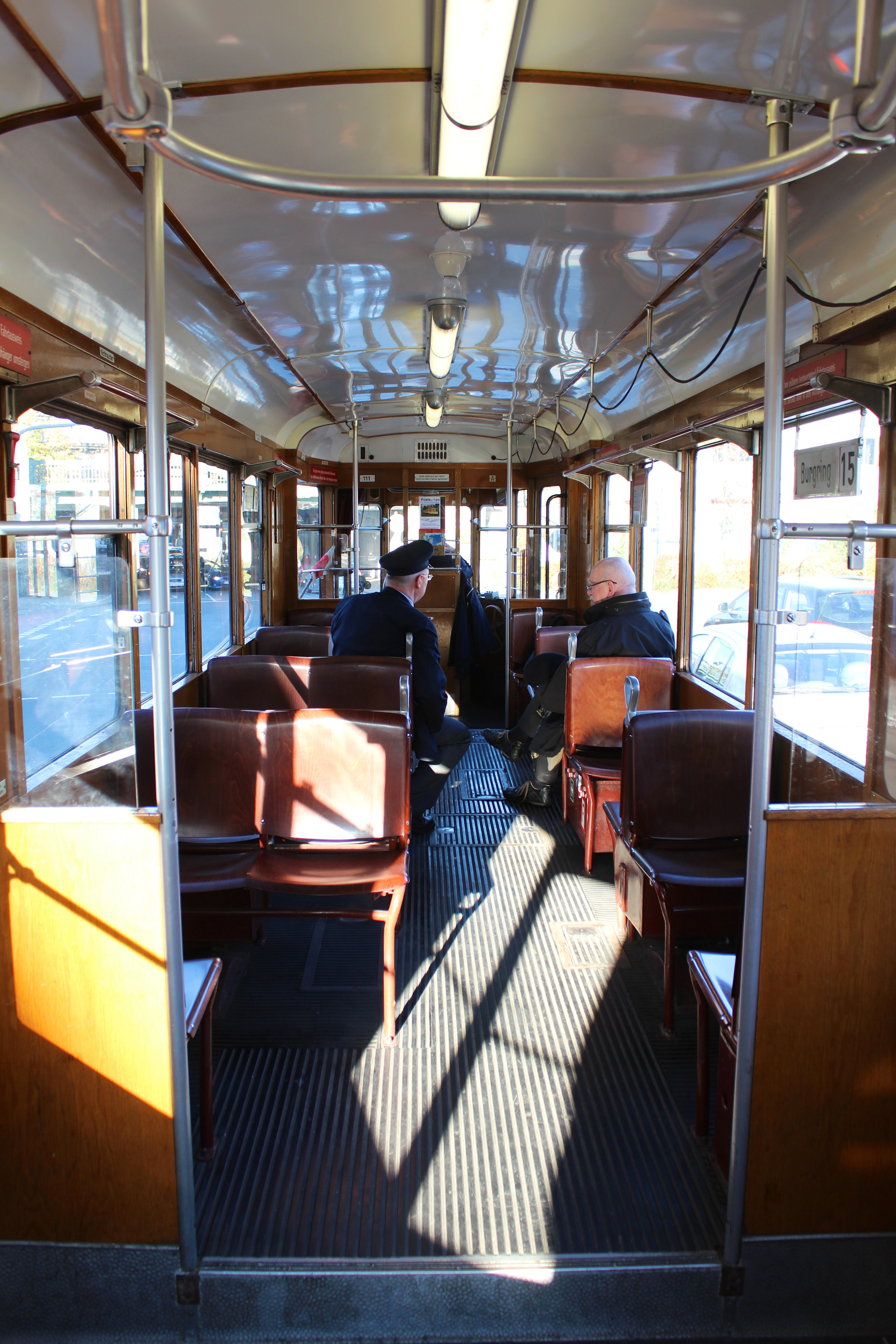
Typ T4 (Tw 100, Innenansicht)

Von 1951 bis 1954 wurden von der MAN und SSW in zwei Serien die letzten zweiachsigen Straßenbahnwagen mit den Wagennummern 101–126 an die Nürnberg-Fürther Straßenbahn geliefert. Die Fahrzeuge bauten auf die 900er-Triebwagen auf, waren aber als Einrichtungs-Wagen ausgeführt. Sie waren 10,8 m lang, 14,5 t schwer, mit zwei Motoren von je 80 kW ausgestattet und boten 92 Fahrgästen Platz. In ihnen wurden zahlreiche Neuerungen (u. a. der Fahrschalter mit elektromotorischer Schalthilfe, druckluftbetätigte Türen) erprobt, die zum Teil Anwendung in den Nachfolgebaureihen 200 und 300 fanden.

Die Fahrzeuge wurden durch Umbauten immer wieder den damals aktuellen Betriebsvorschriften angepasst, so wurden die Türen mit einem Einklemmschutz versehen und mit Einführung des schaffnerlosen Betriebs Notbremsen und Fahrscheinentwerter eingebaut. Nach der Auslieferung der N6-Triebwagen wurden die Fahrzeuge 1977 abgestellt und 1981 nach ihrem letzten Einsatz am Einstellungstag der Straßenbahn in Fürth ausgemustert. Bis auf den Triebwagen 111 und den Arbeitswagen A42 (ex Tw 101), die heute zum Museumsbestand gehören, wurden alle Fahrzeuge zwischen 1983 und 1984 verschrottet.
 Typ T4, Baureihe 200 (Bj. 1955)

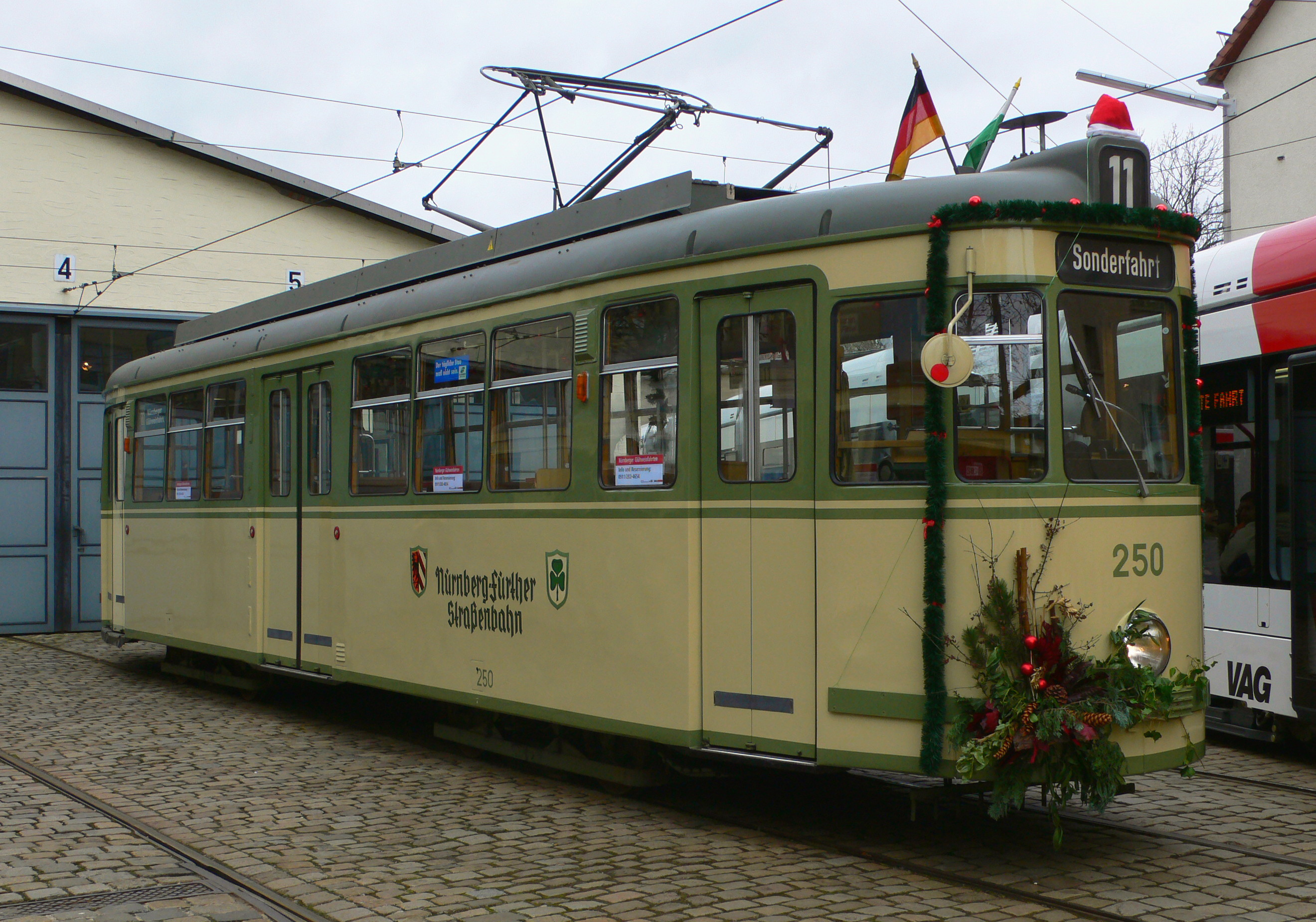
Typ T4 (Tw 250)

Im August 1955 wurden die beiden von der MAN und SSW gebauten Prototyp-Triebwagen vom Typ T4 (Großraumtriebwagen mit vier Achsen) mit den Nummern 201 und 202 an die Nürnberg-Fürther Straßenbahn geliefert und ab Ende 1955 im Fahrgastbetrieb erprobt. Abweichend von der späteren Serie bestand ihr Wagenkasten aus teilweise genieteten schweren Walzprofilen mit aufgenieteter Verblechung, die Türen waren als Taschenschiebetüren ausgeführt und der Innenraum in Rüster verkleidet. Die Triebwagen waren 14,1 m lang, 18,3 t schwer und wurden von zwei Motoren mit je 103 kW Leistung angetrieben. Sie wurden 1967 und 1976 an die Serienfahrzeuge angepasst und mit den DUEWAG-Falttüren, der geänderten Frontfensteranordnung und den Serien-Drehgestellen ausgestattet.
Nach einer zweijährigen Erprobungsphase wurden 70 Fahrzeuge bestellt, die sich von den Prototypen durch einen aus geschweißten Kantprofilen aufgebauten Wagenkasten, DUEWAG-Falttüren, andere Drehgestelle und eine geänderte Frontfensteranordnung unterschieden, was 2 Tonnen Gewicht pro Wagen einsparte. Die Auslieferung erfolgte in vier Serien zwischen 1957 und 1960, Wagen 212 wurde 1958 nach einem Unfall ausgemustert und durch ein später ausgeliefertes Neufahrzeug ersetzt, so dass die Nürnberg-Fürther Straßenbahn effektiv nur über 69 Fahrzeuge verfügte. Die Serienfahrzeuge waren 14,1 Meter lang, 16,4 Tonnen schwer, mit zwei Motoren mit je 95 Kilowatt Leistung ausgestattet und boten 105 Fahrgästen Platz.

Im Laufe ihres Einsatzes wurden diverse Umbauten an den Fahrzeugen vorgenommen, so wurde der feste Schaffnerplatz am Ende des Triebwagens nach Aufgabe des Schaffnerbetriebs ausgebaut. Für den Fahrgastfluss vom Fahrzeugende zur Fahrzeugmitte wurden ab 1964 Pendelschranken, eine Türschließautomatik und ein Zahltisch in der Fahrerkabine eingebaut. 1977 wurde der feste Fahrgastfluss aufgehoben und in allen Fahrzeugen die Pendel- durch Lichtschranken ersetzt sowie die Türen mit Druckknöpfen zum freien Zustieg nachgerüstet. Mit dem Start des Verkehrsverbunds 1987 wurden die sich noch im Einsatz befindenden Wagen mit den erforderlichen Fahrscheindruckern ausgerüstet. Die Ausmusterung der ersten Triebwagen (elf Fahrzeuge) erfolgte 1981 mit der Einstellung der Straßenbahn nach und in Fürth, weitere 45 gingen zwischen 1989 und 2005 an Nürnbergs Partnerstädte Antalya (3) und Krakau (32) sowie nach Brăila (10). Die restlichen Wagen wurden bis 1998 außer Dienst gestellt und verschrottet, die Triebwagen 201 und 208 (nicht fahrfähig) sowie 250 befinden sich heute im Bestand des Straßenbahnmuseums.

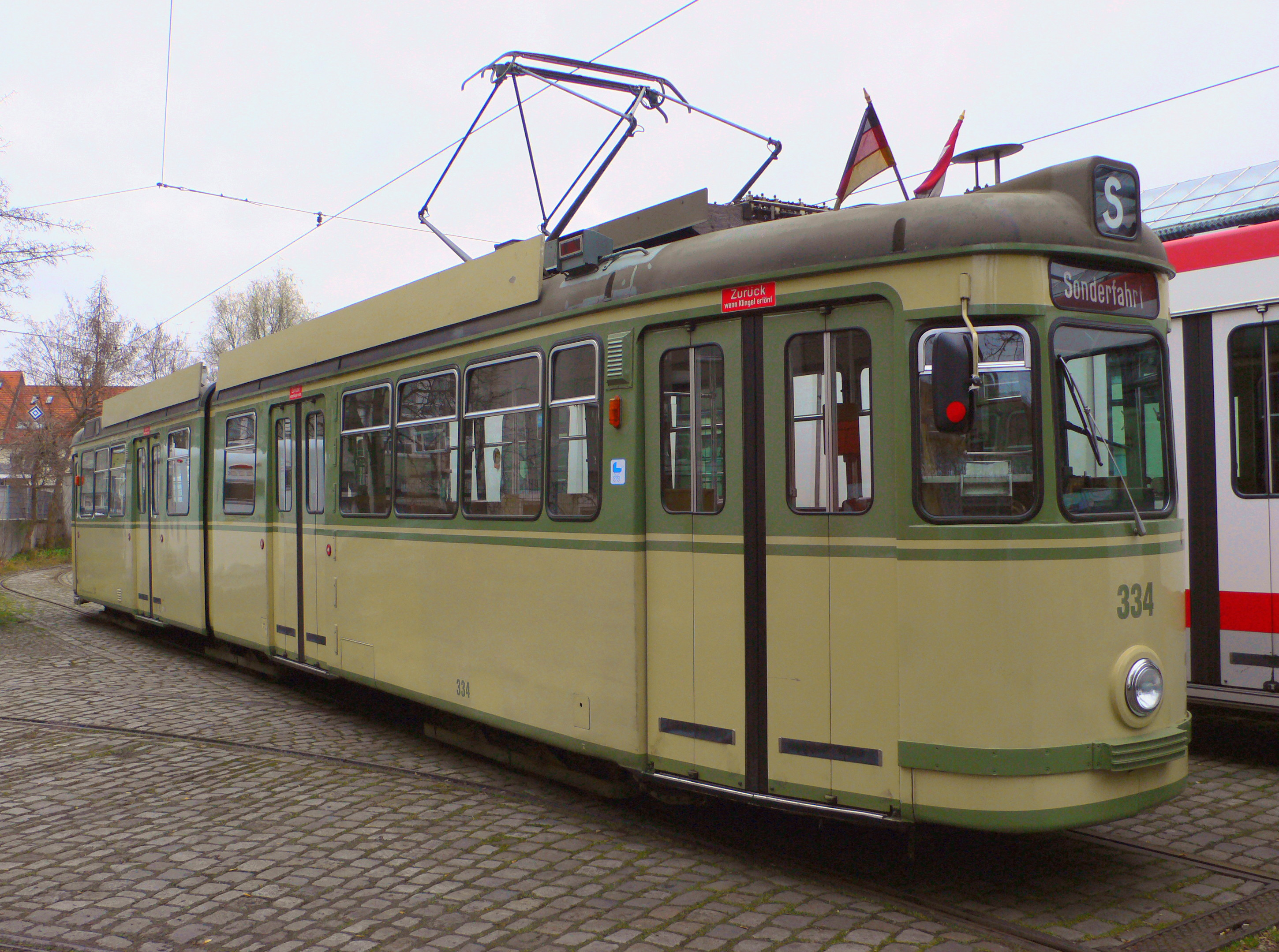
Typ GT6 (Tw 334)

 Typ GT6, Baureihe 300 (Bj. 1962)
Die von 1962 bis 1964 in vier Serien von der MAN, DUEWAG und SSW gelieferten Gelenktriebwagen vom Typ GT6 (Gelenktriebwagen mit sechs Achsen) sollten die letzten für die VAG gebauten Fahrzeuge sein. Vom Aufbau und von den verwendeten mechanischen und elektrischen Komponenten entsprachen sie dem Typ T4 (Baureihe 200), lediglich die Bremsanlage und die Steuerung der Motoren per Schützen waren anders. Die Fahrzeuge waren 20,1 Meter lang, 23,4 Tonnen schwer, verfügten über zwei Motoren mit je 120 Kilowatt Leistung und boten Platz für 132 Fahrgäste.

Die Umbauten, die für die Einführung des Fahrgastflusses vorgenommen wurden, entsprachen denen an der Baureihe 200. Mit der Einführung des rechnergesteuerten Betriebsleitsystems (RLB) wurden ab 1982, beginnend mit den Wagen 344–356, die entsprechenden Komponenten in die Fahrzeuge eingebaut. Ab 1990 wurden die Scherenstromabnehmer mit einfacher Wippe bei allen Fahrzeugen durch solche mit Doppelwippe ersetzt, ab 1994 wurde die bisherige fahrstromabhängige Weichensteuerung auf induktive Weichensteuerung via Transponder im Fahrzeugboden umgestellt, 1995 wurden die Fahrzeuge noch mit Infrarot-Baken zur Ampelbeeinflussung ausgerüstet. Ab 1993 erfolgte die Ausmusterung der ersten Fahrzeuge, 44 davon gingen im Rahmen der Städtepartnerschaft nach Krakau. Bis auf die Wagen 305, 334 (2013–2015 Umbau zu Partywagen), die sich im Museumsbestand befinden, wurden alle restlichen Fahrzeuge nach dem im Herbst 2003 erfolgten Abschied aus dem Plandienst bei der Nürnberger Straßenbahn bis 2004 verschrottet. Der zum Schienentransportwagen A15 umgebaute Triebwagen 314 mit dem ehemaligen Beiwagen 1541 wurde 2016 verschrottet.
 Baureihe 1500 (Bw/Tw 1521)
Um den damals neuartigen Drehstromantrieb nach der erfolgreichen Laborerprobung auf Praxistauglichkeit und Wirtschaftlichkeit hin zu testen, suchte Siemens nach einem geeigneten Straßenbahnfahrzeug. Auf Nachfrage stellte die Nürnberger Verkehrs AG den 1958 von MAN gelieferten vierachsigen Großraumbeiwagen 1521 zur Verfügung, der daraufhin 1975 in einen Triebwagen umgebaut wurde. Dazu wurde an das hintere Drehgestell ein stromrichtergespeister Drehstrom-Asynchronmotor mit einer Leistung von 185 kW eingebaut. Auf dem hinteren Teil des Wagendachs wurde ein Scherenstromabnehmer angebracht und zur Steuerung am Fahrzeugheck ein transportabler Fahrschalter installiert. In einem Schrank an der Stelle des Schaffnerplatzes wurden die Gleichstromsteller-Steuerung und der Wechselrichter untergebracht, das dortige Seitenfenster erhielt eine Blindscheibe. Mittels einer kombinierten Nutz- und Widerstandsbremse wurde der Versuchsträger gebremst.
Im normalen Linienbetrieb fuhr Tw 1521 ab Sommer 1976 zusammen mit Tw 208, als Erprobungsträger für die elektronisch arbeitende halbautomatische Simatic-Fahrsteuerung ebenfalls ein Einzelstück. Weil eine eigenständige Stromversorgung des Wagens 1521 durch die damals noch vorhandene fahrstromabhängige Weichensteuerung nicht möglich war, erfolgte dessen Stromversorgung über eine unterhalb der Dachkante verlaufende Schlauchkupplung vom Tw 208.
Anfang der 1980er Jahre war mit dem Fahrzeug die Möglichkeit der Nutzung von Drehstrom-Asynchronmotoren bei Verwendung elektronischer Bauteile in kompakter Form bewiesen. Die entsprechenden Bauteile waren zur Serienreife entwickelt worden und hielten bei der Ausstattung von Stadtbahnwagen und U-Bahn-Fahrzeugen (z. B. VAG-Baureihe DT1) Einzug.
1981 wurde Tw 1521 wegen des geringeren Fahrzeugbedarfs im Zuge der Einstellung der Straßenbahn nach und in Fürth ausgemustert. Seine hohe technikgeschichtliche Bedeutung hat ihn vor der Verschrottung bewahrt, so dass er heute mit Tw 208 – unrestauriert und nicht öffentlich zugänglich – im Straßenbahnmuseum St. Peter hinterstellt ist.
 Typ N8 (Tw 361 bis 372)

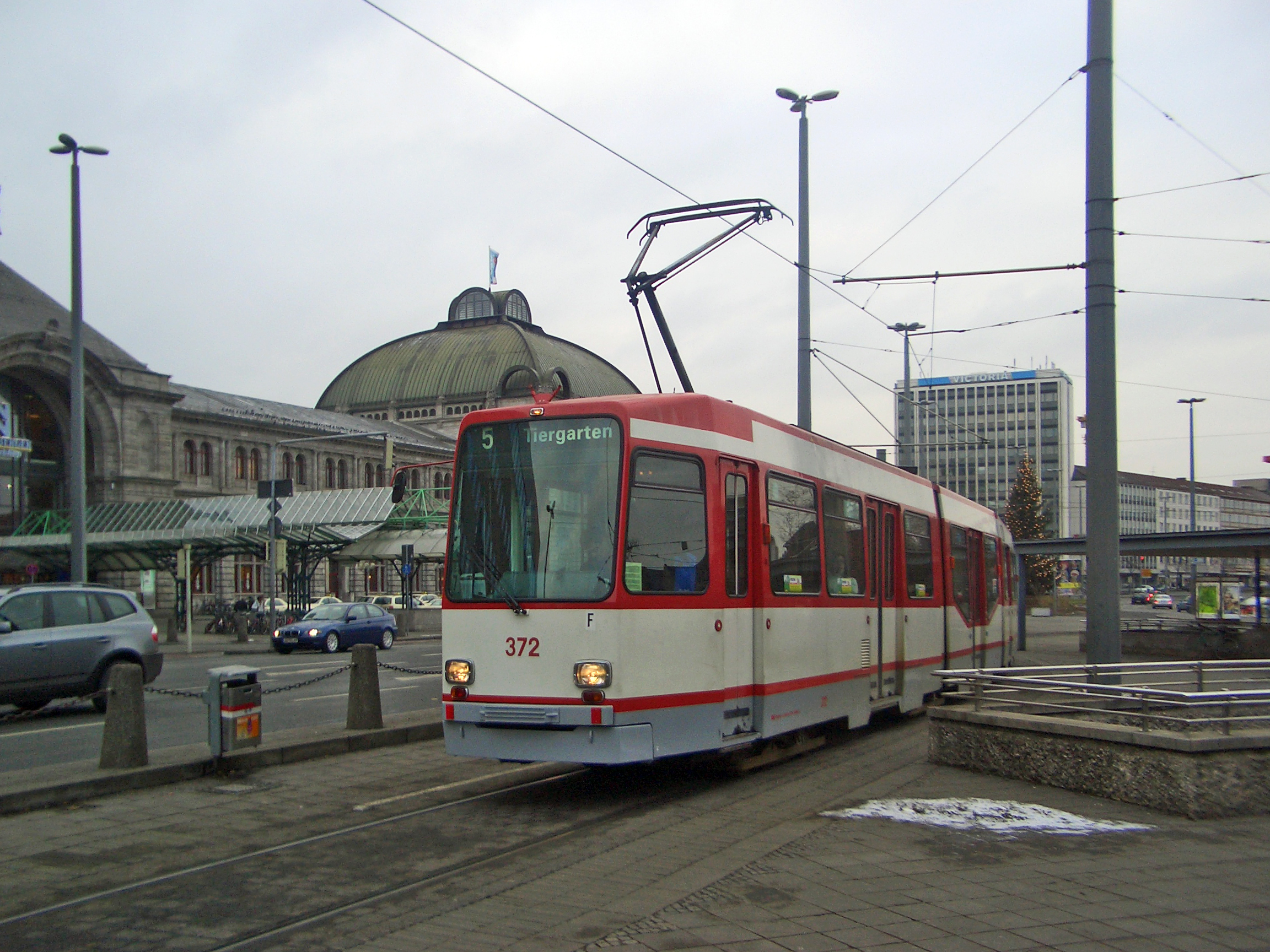
N8-Triebwagen 372 nach dem Umbau zum Achtachser

In den Jahren 1975 bis 1977 wurden zwölf Züge vom Einheitstyp N6 beschafft. 1992 wurden sie zu Achtachsern erweitert. Die neu eingefügten Mittelteile verfügten über eine niederflurige Stellfläche für Rollstühle und Kinderwagen. In den Jahren 2006 bis 2011 wurden elf Wagen ausgemustert und nach Krakau abgegeben, nur Wagen 363 bleibt als Museumswagen in Nürnberg.
Ausführliche Informationen zum Typ N8 siehe unter Straßenbahn Nürnberg#Typ N8

### Beiwagen
Baureihe 300
Die ersten 96 Beiwagen für die Nürnberg-Fürther Straßenbahn wurden zwischen 1904 und 1912 ausgeliefert. Die Wagen der ersten Serie (Bw 301–336) wurden von der MAN zwischen 1904 und 1906 gebaut, waren 8,0 m lang, 4,9 t (307–312) bzw. 5,3 t (301–306) bzw. 5,6 t (313–336) schwer und boten 48 Fahrgästen Platz. Die zweite Serie (Bw 337–359) lieferte 1909 ebenfalls die MAN, diese Fahrzeuge waren 6,69 m lang, 4,1 t schwer und boten Platz für 40 Fahrgäste. Die Wagen der dritten Serie wurden von 1909 bis 1910 wiederum von der MAN gebaut, waren 7,44 m lang, 4,2 t schwer und boten Platz für 44 Fahrgäste. Die vierte und letzte Serie lieferte 1912 die Waggonfabrik Gotha, diese Fahrzeuge waren 7,44 m lang, 3,8 t schwer und boten Platz für 42 Fahrgäste.

Die Beiwagen wurden bis 1939 auf allen Linien eingesetzt, danach gingen im Zuge des Reichsleistungsgesetzes die zweite Serie (Bw 337–359) nach Krakau und die Serien drei und vier (BW 360–396) sowie vier Wagen der ersten Serie nach Kattowitz. Vier Wagen wurden im Krieg beschädigt und verschrottet, von den restlichen 16 Stück 1949 zu Arbeitswagen umgebaut. 1958 wurden die letzten drei Beiwagen ausgemustert und zu Arbeitswagen umgebaut, wovon heute noch der Sandtransportwagen A158 (ex Bw 336) erhalten ist und als letzter Vertreter seiner Baureihe in den Museumspark aufgenommen wurde.
 Baureihe 400 (Bj. 1905)

Zwischen 1905 und 1906 wurden von der MAN 29 offene Beiwagen (die so genannten „Sommerwagen“) an die Nürnberg-Fürther Straßenbahn geliefert. Sie waren 8,11 m lang, 5,0 t schwer und boten 41 Fahrgästen Platz. Von 1918 bis 1920 wurden die Wagen umgebaut und mit Seitenfenstern und Trennwänden zwischen den Plattformen und dem Fahrgastraum ausgestattet, um sie ganzjährig einsetzen zu können. 1926 wurden die Seitenfenster jedoch wieder ausgebaut. Aufgrund des Reichsleistungsgesetzes mussten alle Wagen 1942 nach Posen abgegeben werden, so dass heute kein Fahrzeug im Museumsbestand vorhanden ist.
 Baureihe 400 (Bj. 1934)

Eine weitere Serie „Sommerwagen“ wurde 1934 (Bw 430–449) und 1938 (Bw 450–469) von der MAN an die Nürnberg-Fürther Straßenbahn geliefert. Der Wagenkasten war offen und in Stahlbauweise gefertigt, die Fahrzeuge waren 9,75 m lang, 6,0 t schwer und boten 69 Fahrgästen Platz. Zwischen 1941 und 1942 wurden alle Wagen durch den Einbau von Seitenscheiben und Türen zu den Plattformen hin wintertauglich gemacht. Durch den Zweiten Weltkrieg gingen sieben Wagen verloren, die restlichen wurden noch bis 1962 im Linienverkehr eingesetzt und anschließend ausgemustert. Von den verbliebenen Beiwagen wurden acht zu Arbeitswagen umgebaut, wovon heute noch die Lore A633 erhalten ist.
 Baureihe 1000

Von 1913 bis 1914 erfolgte in drei Serien die Lieferung der Beiwagen der Reihe 1000. Diese von der MAN gebauten Fahrzeuge waren 9,75 m lang, 7,1 t schwer und boten Platz für 61 (Bw 1001–1021 und 1024–1050) bzw. 64 Fahrgäste (Bw 1022 und 1023). Umbauten erfolgten 1926 mit dem Einbau einer Magnetschienenbremse und zwischen 1940 und 1943, als alle Fahrzeuge grundlegend modernisiert wurden (u. a. mit neuer Sitzaufteilung und Lackierung in Elfenbeinfarben) und die Wagen 1001–1021 einen doppelten Einstieg auf der Hinterplattform erhielten. Bis auf drei im Zweiten Weltkrieg zerstörte Wagen waren die Fahrzeuge nach dem Krieg aufgrund des allgemeinen Wagenmangels weiterhin im Einsatz und wurden 1948 mit neuen Fenstern und Bremsanlagen ausgestattet. Mit der Auslieferung der Beiwagenreihe 1200/1300 wurden die „1000er“ bis 1960 ausgemustert und verschrottet. Auf einem noch vorhandenen Fahrgestell wurde der Beiwagen 1023 zwischen 2016 und 2019 von den Freunden der Nürnberg-Fürther Straßenbahn e. V. als originalgetreue Rekonstruktion vollständig neu aufgebaut.
 Baureihe 1100

1925 wurde die 95 Fahrzeuge umfassende Beiwagenserie von der MAN an die Nürnberg-Fürther Straßenbahn geliefert. Die Wagen waren 9,75 m lang, 7,7 t schwer und boten 61 bzw. 64 Fahrgästen Platz. 1938 wurden die Öfen durch elektrische Heizkörper ersetzt und ab 1940 wurden alle Fahrzeuge von olivgrün/elfenbein auf elfenbein umlackiert. 14 Wagen wurden aufgrund von Kriegsschäden 1945 ausgemustert, die restlichen Fahrzeuge wurden 1957 den geänderten Verkehrsvorschriften angepasst und waren bis in die 1960er Jahre im Linienverkehr eingesetzt. Zwischen 1963 und 1966 erfolgte ihre Ausmusterung und Verschrottung, acht Wagen blieben erhalten und wurden zu Arbeitswagen umgebaut. Als Museumswagen ist Bw 1116 heute im Bestand des Straßenbahnmuseums.
 Baureihe 1200 (Bj. 1914)

1914 wurde von der MAN mit dem Beiwagen 1200 der weltweit erste Niederflurbeiwagen an die Nürnberg-Fürther Straßenbahn ausgeliefert. Der Wagen verfügte über zwei einachsige Lenkdrehgestelle und einen Mitteleinstieg, war 9,75 m lang, 4,2 t schwer und bot 60 Fahrgästen Platz. Der Beiwagen blieb ein Einzelstück, da sich die Lenkdrehgestelle nicht bewährten. Er war nach einem Umbau zwischen 1930 und 1938 auf der Gepäcklinie G eingesetzt, wurde danach zu einem Sommerwagen umgebaut und im Anschluss an einen erneuten Umbau im Jahr 1948 im Lauf der 1960er Jahre verschrottet.

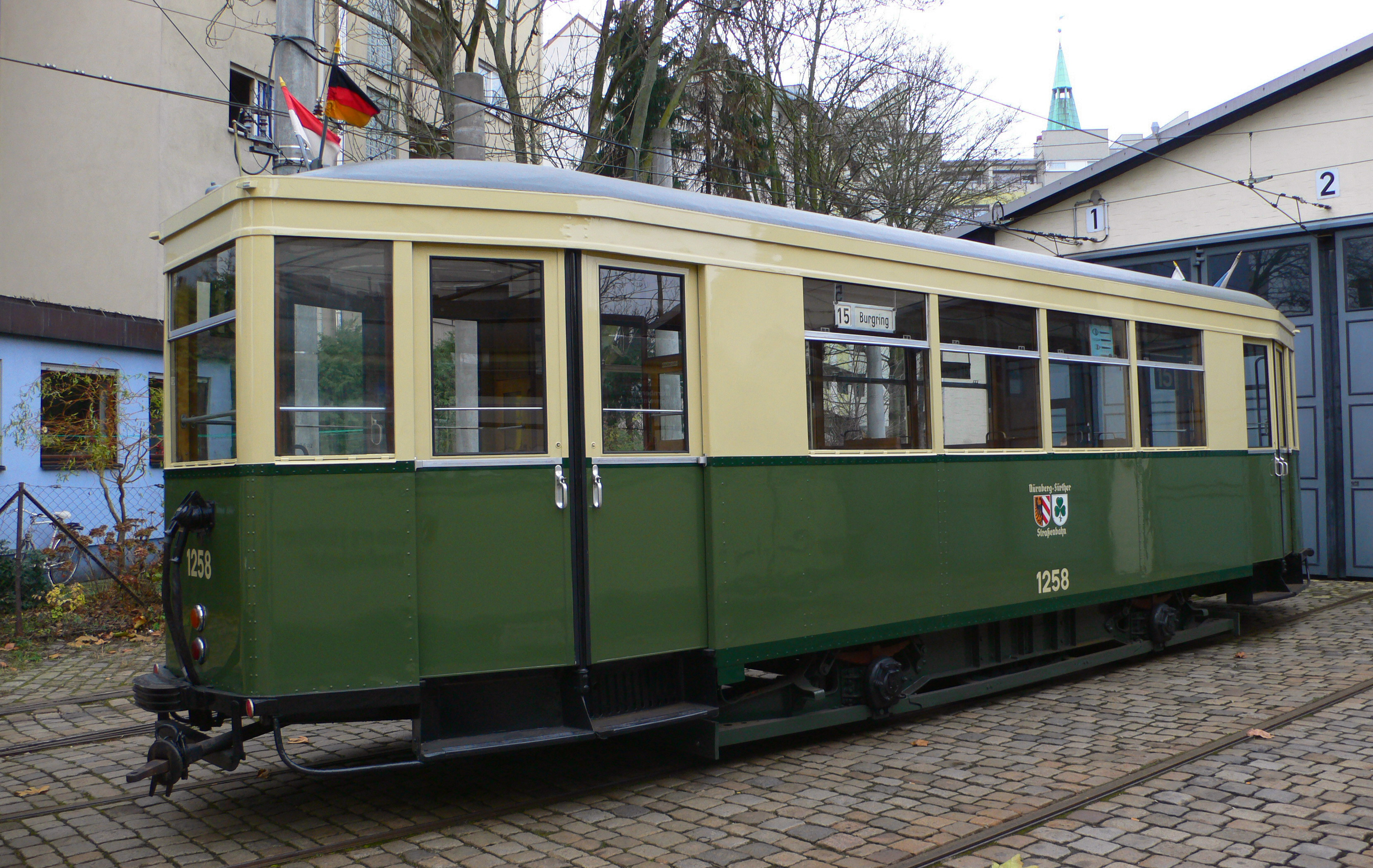
Beiwagen 1258

 Baureihe 1200/1300 (Bj. 1936)
Die ersten vollständig geschlossenen Beiwagen wurden 1936 von der Christoph & Unmack AG (Bw 1201–1210) sowie der MAN (Bw 1211–1230) an die Nürnberg-Fürther Straßenbahn geliefert. Sie verfügten über Doppeleinstiege mit Schiebetüren, einen geschlossenen Fahrgastraum mit Schiebetüren zu den Plattformen hin, eine elektrische Heizung, elektrische Solenoid-, Magnet- und Vierklotz-Handbremsen. Die ersten 30 Fahrzeuge waren 10,6 m lang, zwischen 7,1 und 8,1 t schwer und boten Platz für 67 Fahrgäste. Zehn Fahrzeuge wurden während des Zweiten Weltkriegs zerstört.

Nach dem Krieg herrschte Wagenmangel und so wurde bei der MAN eine weitere Serie von insgesamt 80 Fahrzeugen in Auftrag gegeben, die von 1949 bis 1956 ausgeliefert wurde. Die Wagen entsprachen der ersten Serie von 1936 und verfügten zusätzlich über eine bei Bw 1223 versuchsweise eingebaute Dachlüftung. Wegen der neuen Betriebsvorschriften wurden zwischen 1958 und 1960 die Rutenlichtkupplungen entfernt und durch Mehraderkabel und Steckdosen ersetzt. Die von 1953 bis 1956 gelieferten Beiwagen 1261–1310 wurden 1966 noch einmal umgebaut, um zusammen mit den Triebwagen 101–126 eingesetzt werden zu können, die auf schaffnerlosen Betrieb umgestellt worden waren. Alle übrigen Beiwagen wurden hingegen ausgemustert und verschrottet. Im Museumsbestand befinden sich heute die Beiwagen 1251, 1252, 1258, 1278 und 1304. Darüber hinaus steht der Beiwagen 1299 als „Straßaboh-Café“ im Historischen Straßenbahndepot St. Peter.
 Typ B4, Baureihe 1500/1600
Zusammen mit den Prototyp-Triebwagen 201 und 202 wurden im August 1955 die ersten beiden Beiwagen der Serie 1500 an die Nürnberg-Fürther Straßenbahn geliefert. Nachdem die Erprobungsphase wie gewünscht verlaufen war, wurden zwischen 1957 und 1966 insgesamt 108 Wagen von der MAN gebaut. Sie waren 14,1 m lang, 10,8 t schwer und boten 105 Fahrgästen Platz. Die Serienbeiwagen unterschieden sich von den Prototypen wie die Serientriebwagen durch die verwendeten DUEWAG-Falttüren und den Wagenkastenaufbau aus geschweißten Kantprofilen. Die Umbauten, die wegen der Einführung und wieder Aufhebung des Fahrgastflusses vorgenommen wurden, sind ebenfalls identisch.

Die ersten Beiwagen wurden nach der Einstellung des Straßenbahnverkehrs in Fürth 1981 ausgemustert. Zwischen 1989 und 2002 gingen im Rahmen der Städtepartnerschaft 74 Beiwagen an Nürnbergs Partnerstädte Antalya (3) und Krakau (61) sowie nach Brăila (10). Vier Beiwagen sind im Bestand des Straßenbahnmuseums, drei wurden an Einrichtungen in Nürnberg abgegeben und der Rest bis 2004 verschrottet, der Bw 1540 wurde 2016 zusammen mit dem Schienentransporter A15 (ex Tw 314 und Bw 1541) ebenfalls verschrottet. Bis auf die Beiwagen 1501, 1521 (nicht zugelassen und nur bedingt fahrfähig), Bw 1556, der sich im Museumsbestand befindet, und Bw 1581 (nicht einsatzfähig – Ablauf der HU) sind keine Großraumbeiwagen bei der VAG in Betrieb.

## Liniennetz
Nachdem das Pferdebahn-Grundnetz 1882 vollendet war, erhielt jede der fünf nun fest verkehrenden Linien eine eigene Linienfarbe, die in Form einer farbigen Signalscheibe (tagsüber) bzw. einer farbigen Signallampe (nachts) am Wagendach angebracht war. Mit dem am 15. Juni 1882 eingeführten Fahrplan verkehrten folgenden Linien:
| Linie | Verlauf                                                            | Länge  | Fahrzeit |
| ----- | ------------------------------------------------------------------ | ------ | -------- |
| Weiß  | Staatsbahnhof – Lorenzkirche – Plärrer – Fürth                     | 8,6 km | 47 min   |
| Rot   | Lorenzkirche – Marientor – Marientunnel – St. Peter – Dutzendteich | 3,7 km | 21 min   |
| Grün  | Bauerngasse – Plärrer – Hallertor – Rathaus – Laufer Tor – Maxfeld | 3,8 km | 21 min   |
| Blau  | Staatsbahnhof – Marientor – Laufer Tor – Maxfeld                   | 2,0 km | 12 min   |
| Gelb  | Laufer Tor – St. Jobst                                             | 2,0 km | 12 min   |

Nach der vollständigen Einführung des elektrischen Betriebs 1898 und der Erweiterung des Netzes verkehrten ab 19. April 1906 die folgenden Linien:
| Linie     | Verlauf |
| --------- | --- |
| Weiß      | Maxfeld – Laufer Tor – Marientor – Centralbahnhof – Lorenzkirche – Plärrer – Fürth/Maxbrücke / Fürth/Holzstraße          |
| Rot       | Dutzendteich – Peterskirche – Marientunnel – Marientor – Lorenzkirche – Plärrer – Neue Kaserne                           |
| Grün      | Schweinau – Plärrer – Hallertor – Rathaus – Laufer Tor – Maxfeld – Bayreuther Straße                                     |
| Blau      | Luitpoldhain – Lichtenhof – Aufseßplatz – Sterntor – Hauptbahnhof – Lorenzkirche                                         |
| Blau/Weiß | Maxfeld – Laufer Tor – Marientor – Hauptbahnhof – Sterntor – Plärrer – Hallertor – Bucher Straße – Maxfeld („Ringlinie“) |
| Gelb      | Westfriedhof – Hallertor – Rathaus – Laufer Tor – Erlenstegen                                                            |
| Schwarz   | Hauptbahnhof – Marientunnel – Peterskirche – Luitpoldhain                                                                |
| 8         | Lessingstraße – Tafelfeldstraße – Christuskirche – Gugelstraße – Frankenstraße                                           |

| Farbe     | Linie |
| --------- | ----- |
| Weiß      | 1     |
| Rot       | 2     |
| Grün      | 3     |
| Blau      | 4     |
| Blau/Weiß | 5     |
| Gelb      | 6     |
| Schwarz   | 7     |

Am 22. April 1906 erfolgte die Umstellung auf Liniennummern (siehe nebenstehende Tabelle), die Linie 8 erhielt deshalb keine Linienfarbe mehr.
Bis 1913 wurden diverse neue Strecken eröffnet, sodass das Netz in diesem Jahr folgende Linien umfasste:
| Linie | Verlauf | Linienlänge | Triebwagen |
| ----- | --- | ----------- | ---------- |
| 1     | Maxfeld – Laufer Tor – Marientor – Hauptbahnhof – Opernhaus – Plärrer – Muggenhof – Fürth                                               | 11,2 km     | 20         |
| 2     | Dutzendteich – Peterskirche – Marientunnel – Marientor – Lorenzkirche – Plärrer                                                         | 05,0 km     | 09         |
| 3     | Schweinau – Plärrer – Hallertor – Rathaus – Laufer Tor – Maxfeld – Nordostbahnhof                                                       | 06,8 km     | 13         |
| 4     | Luitpoldhain – Allersberger Straße – Christuskirche – Lessingstraße – Plärrer – Hallertor – Jagdstraße – Platnersanlage – Gärtnerstraße | 05,0 km     | 11         |
| 5     | Plärrer – Opernhaus – Hauptbahnhof – Marientor – Laufer Tor – Maxfeld – Jagdstraße – Hallertor – Plärrer („Ringlinie“)                  | 06,1 km     | 12         |
| 6     | Westfriedhof – Brückenstraße – Hallertor – Rathaus – Laufer Tor – Viktoriastraße – Erlenstegen                                          | 07,3 km     | 12         |
| 7     | Luitpoldhain – Scheurlstraße – Hauptbahnhof – Opernhaus – Plärrer – Muggenhof                                                           | 05,9 km     | 12         |
| 8     | Südfriedhof – Katzwanger Straße – Frankenstraße – Lessingstraße – Hallplatz – Lorenzkirche                                              | 05,0 km     | 10         |
| 9     | Tiergarten – Allersberger Straße – Hauptbahnhof – Hallplatz – Gibitzenhof                                                               | 05,9 km     | 10         |
| 10    | Viktoriastraße – Laufer Tor – Marientor – Hauptbahnhof – Opernhaus – Christuskirche – Frankenstraße                                     | 05,9 km     | 10         |
| 11    | Platnersanlage – Brückenstraße – Willstraße                                                                                             | 02,7 km     | 04         |

Bis zum Ausbruch des Ersten Weltkriegs wuchs das Netz auf zwölf Linien an.
Am 23. März 1925 wurde mit Einrichtung von vier neuen Linien das System von einstelligen Stammlinien und zweistelligen Verstärkerlinien eingeführt. Die zweite Ziffer der Verstärkerlinien gab dabei die Zugehörigkeit zur Stammlinie an, so war z. B. die Linie 41 die vierte Verstärkerlinie der Linie 1. Aus diesem Schema fiel die Linie 21, die trotz ihrer Nummerierung als Verstärkerlinie als gleichberechtigte Stammlinie neben der Linie 1 nach Fürth fuhr, da beide Linien unterschiedliche Start- und Endpunkte aufwiesen. Die letzte Verstärkerlinie (Linie 13) verschwand mit der Streckenstilllegung vom Stadtpark nach Ziegelstein am 28. Januar 1996.
Nachdem sich der Betrieb von den Folgen des Ersten Weltkriegs erholt hatte und der Netzausbau wieder einsetzte, befuhren ab 20. Oktober 1929 23 Linien das Netz, bis die Weltwirtschaftskrise ab 24. August 1930 zu Einschränkungen zwang. Mit den alljährlich seit 1933 stattfindenden Reichsparteitagen stiegen das Verkehrsaufkommen und die Linienanzahl bis zum Ausbruch des Zweiten Weltkriegs wieder an und umfasste am 28. August 1939 folgende 20 Linienverläufe:
| Linie | Verlauf |
| ----- | --- |
| 1     | Billinganlage – Fürth Hauptbahnhof – Willstraße – Plärrer – Lorenzkirche – Hallplatz – Hauptbahnhof – Allersberger Straße – Luitpoldhain                                                  |
| 2     | Gustav-Adolf-Straße – Rochusfriedhof – Plärrer – Lorenzkirche – Marientor – Marientunnel – Peterskirche – Dutzendteich                                                                    |
| 3     | Schweinau – An den Rampen – Rochusfriedhof – Plärrer – Hallertor – Rathaus – F.-Hindenburg-Platz (Rathenauplatz) – Viktoriastraße – Erlenstegen                                           |
| 4 (E) | Luitpoldhain – Peterskirche – Christuskirche – Landgrabenstraße – An den Rampen – Rochusfriedhof – Willstraße (– Brückenstraße – Platnersanlage – Jagdstraße – Stadtpark)                 |
| 5     | (kommend als Linie 15) – Maxfeld – Hauptbahnhof – Opernhaus – Zeltnerstraße – Plärrer – Hallertor – Jagdstraße – Maxfeld – (weiter als Linie 15)                                          |
| 6     | Westfriedhof – Brückenstraße – Hallertor – Rathaus – F.-Hindenburg-Platz – Viktoriastraße (– Erlenstegen (nur So))                                                                        |
| 8     | Worzeldorfer Straße – Frankenstraße – Christuskirche – Opernhaus – Hauptbahnhof – Marientunnel – Mögeldorf – Tiergarten                                                                   |
| 8E    | Christuskirche – Celtisplatz – Hauptbahnhof – Marientunnel – Mögeldorf – Tiergarten (nur So)                                                                                              |
| 9     | Gibitzenhof – Landgrabenstraße – Stromerstraße – Zeltnerstraße – Hallplatz – Hauptbahnhof – Allersberger Straße – Kongresshalle (Bayernstraße) – Stadion                                  |
| 11    | Fürth Hauptbahnhof – Willstraße – Plärrer – Zeltnerstraße – Opernhaus – Hauptbahnhof – Marientunnel – Glockenhofstraße – Dutzendteich                                                     |
| 13    | Schweinau – Plärrer – Lorenzkirche – Hauptbahnhof – F.-Hindenburg-Platz – Erlenstegen |
| 14    | Willstraße – Jagdstraße – Maxfeld – Hauptbahnhof – Opernhaus – Christuskirche – Frankenstraße – Kongresshalle                                                                             |
| 15    | Gärtnerstraße – Platnersanlage – Jagdstraße – (weiter als Linie 5 (Burgring)) – Maxfeld – Stadtpark – Nordostbahnhof – Herrnhütte                                                         |
| 17    | Westfriedhof – Brückenstraße – Hallertor – Plärrer – Lorenzkirche – Marientor – Marientunnel – Mögeldorf (– Tiergarten)                                                                   |
| 21    | Flößaustraße – Fürth Hauptbahnhof – Willstraße – Plärrer – Lorenzkirche – Hallplatz – Hauptbahnhof – Marientor – F.-Hindenburg-Platz – Maxfeld – Stadtpark – Nordostbahnhof – Ziegelstein |
| 24    | Ziegelstein – Nordostbahnhof – Stadtpark – Maxfeld – F.-Hindenburg-Platz – Marientor – Hauptbahnhof – Opernhaus – Christuskirche – Frankenstraße (– Worzeldorfer Straße)                  |
| 29    | Gibitzenhof – Landgrabenstraße – Stromerstraße – Zeltnerstraße – Hallplatz – Hauptbahnhof – Celtisplatz – Christuskirche                                                                  |
| 31    | Flößaustraße – Fürth Hauptbahnhof – Plärrer – Hauptbahnhof (Schnellstraßenbahn ohne Zwischenhalte)                                                                                        |
| 41    | Fürth Hauptbahnhof – Willstraße – Plärrer – Stromerstraße – Landgrabenstraße – Christuskirche (– Peterskirche – Dutzendteich (nur So))                                                    |
| G     | Plärrer – Fürth Hauptbahnhof (Gepäcklinie ohne Zwischenhalte) |

Ab Ausbruch des Krieges bis zur Einnahme der Stadt durch amerikanische Truppen am 16. April 1945 reduzierte sich die Anzahl der Linien auf Null. Der Netz-Wiederaufbau erfolgte bis 1954, und die Linienanzahl stieg in Folge auf bis zu 21 an. Darunter befand sich mit der Linie 51 die höchste je vergebene Liniennummer, die vom 19. Oktober 1945 bis 24. April 1962 zwischen Fürth und der Nürnberger Südstadt verkehrte. Das „Sparkonzept 1976“ trat am 17. Oktober 1976 in Kraft und führte zur Einstellung fast aller verbliebenen Berufsverkehrslinien, womit die Linienzahl auf 12 zurückging.

## Streckennetz
Das Streckennetz war zunächst eingleisig angelegt und hatte im Abstand von etwa 500 Metern Ausweichstellen, die gleichzeitig als Taktgeber fungierten. Der zweigleisige Ausbau fand zwischen 1888 und 1892 statt, durch weitere Strecken wuchs das Pferdebahnnetz bis 1896 auf 35 Kilometer an. Nach der Übernahme durch die Stadt Nürnberg wurden wichtige Streckenverlängerungen in die neuen Stadtteile realisiert, so dass 1914 die Netzlänge 56 Kilometer betrug. Nach 1931 wurden die bislang bestehenden Stumpfendstellen, soweit es die Platzverhältnisse zuließen, zu Wendeschleifen umgebaut, nach 1936 neu angelegte Strecken waren von Beginn an mit dieser Form der Endstelle gebaut worden. Nach der Überwindung der Weltwirtschaftskrise und vor dem Hintergrund der Reichsparteitage wurde das Netz durch den Neubau von Strecken sowie die Anlage von Umleitungsstrecken und Hinterstellmöglichkeiten erneut erweitert und erreichte 1939 mit 73 Kilometer seine größte Ausdehnung. Die letzten eingleisigen Abschnitte waren bis 1962 beseitigt worden, im Fall der Straßenbahnstrecke durch die Schwabacher Straße in Fürth war als Kompromiss für den Lieferverkehr eine zeitweilige eingleisige Führung möglich. Das Provisorium der eingleisigen Streckenführung auf der Rangierbahnhofbrücke existierte seit 1971 und war das Ergebnis des Bürgerprotestes gegen die von der VAG geplante Streckenstilllegung nach der Brückensanierung. Mit dem fortschreitenden U-Bahn-Bau schrumpfte das Netz bis 1981.

### Gleisanlagen
Die Spurweite beträgt seit der 1881 erfolgten Betriebsaufnahme durch die Pferdebahn 1435 mm. Als Gleise kamen anfangs Haarmann-Profile „Blatt 15“, „Blatt 18“ und „Blatt 23 c“ zur Anwendung, die direkt auf dem Untergrund verlegt und nur durch Spurstangen und Laschen miteinander verbunden waren. Da mit der Elektrifizierung des Netzes seit 1896 neue schwere Triebwagen eingesetzt wurden, häuften sich bei den nur für Pferdebahnwagen ausgelegten Schienen Gleisbrüche und führten vermehrt zu Entgleisungen. Darum mussten zwischen 1898 und 1900 die Profile „Blatt 15“ und „Blatt 18“ durch das stärkere „Blatt 47 f“ ausgetauscht werden, um die Betriebssicherheit weiter zu gewährleisten. Für die seit 1897 eröffneten Neubaustrecken war von Anfang an das neue „Blatt 47 f“ verwendet worden, zusätzlich wurden die Gleise an den Schienenstößen mit Schienenverbindern zur einwandfreien Stromübertragung versehen. Ab 1925 fanden die Rillenschienenprofile „NP 102“ und „NP 102a“ bei Neubaustrecken und Streckenerneuerungen Verwendung, für die Schnellstraßenbahn-Strecke in der Fürther Straße wurde das Vignolprofil „NP160/180 Form 3“ eingesetzt. Für den Wiederaufbau des nach dem Zweiten Weltkrieg an über 200 Stellen beschädigten Gleisnetzes wurden neben Altschienen von abgebauten Strecken (z. B. der Stadionlinie) die neuen Profile „NP 4“ und „NP 4a“ verwendet, die ab 1952 vom Profil „R 6“ (Vignolschiene) bzw. ab 1970 vom Profil „Ri 60“ (Rillenschiene) abgelöst wurden.
Der Oberbau war im Pferdebahnnetz entweder eingepflastert oder auf unbefestigten Straßen eingeschottert und gewalzt, mit der Aufnahme des elektrischen Betriebs und den dadurch nötigen Umbaumaßnahmen kamen auch in Asphalt oder Holzpflaster eingedeckte Varianten zur Anwendung. Ab 1924 wurden zur Geräuschreduzierung bei eingepflasterten Gleiskörpern durch Automobile Kupfer- und Eisenschlackesteine eingesetzt und in den 1930er Jahren vermehrt eigene Gleiskörper mit eingeschottertem Oberbau angelegt. Ab den 1950er Jahren wurden die Gleise bei Lage im Straßenplanum bis zur Schwellenoberkante mit Beton ausgegossen und mit Schlackesteinen oder Gussasphalt aufgefüllt, auf den eigenen Gleiskörpern kamen eingeschotterte Schwellengleise zur Anwendung.

### Haltestellen
Zu Beginn des Pferdebahnbetriebs war es an jeder Stelle möglich, in den Wagen ein- oder aus dem Wagen auszusteigen. Für das Anhalten des Wagens war lediglich ein Handzeichen nötig, das Aussteigen erfolgte nach Ankündigung beim Schaffner oder durch Absprung während der Fahrt. Da sich mit zunehmender Nutzung des neuen Verkehrsmittels die Aufenthalte zur Fahrgastaufnahme sowie die Unfallgefahr beim Zu- und Ausstieg erhöhten, wurden ab 1889 feste Haltestellen mit entsprechender Beschilderung am Straßenrand eingerichtet. Diese sorgten fortan für einen geregelten Fahrgastwechsel. Zum Schutz der Fahrgäste vor dem zunehmenden motorisierten Verkehr wurden ab den 1920er Jahren Haltestelleninseln errichtet. Die ersten dynamischen Haltestellen mit Ampelbeeinflussung wurden ab 1950 eingesetzt, Haltestellenhäuschen setzten sich ab 1980 nach und nach flächendeckend durch.

## Betriebshöfe

### Gleisbauplatz Maximilianstraße
Der Gleisbauplatz Maximilianstraße wurde 2010 aufgelöst, siehe Straßenbahn Nürnberg, Gleisbauplatz Maximilianstraße.

### Hauptwerkstatt Muggenhof
Im Jahr 1912 begannen die Bauarbeiten für die Hauptwerkstatt Muggenhof auf einem 20.600 m² großen Gelände zwischen Muggenhofer und Fuchsstraße. Mit der schrittweisen Inbetriebnahme zwischen 1913 und 1914 stand der Nürnberg-Fürther Straßenbahn eine zeitgemäße Hauptwerkstatt mit allen nötigen Einrichtungen und Maschinen zur Wartung und Reparatur des Fahrzeugparks zur Verfügung. In den Jahren 1925 und 1928 wurden zwei Radreifenschleifmaschinen für Trieb- bzw. Beiwagen in die Gleise 1 und 2 der Montagehalle eingebaut. 1935 wurde eine weitere Radreifenschleifmaschine angeschafft, woraufhin eine bereits bestehende Halle zur neuen Schleifhalle umgebaut wurde und von nun an alle drei Schleifmaschinen sowie ein Sandstrahlgebläse beherbergte.
Das Werk wurde während des Zweiten Weltkriegs nur leicht beschädigt und in den folgenden Jahren umfangreich umgebaut und erweitert. Bereits 1948 ging eine Desinfektionsanlage für Straßenbahnwagen in Betrieb, 1957 wurde die Schleifhalle aus den 1930er Jahren abgebrochen und die Radreifenschleifmaschinen ins Nebenwerk Fürther Straße verbracht sowie die Schiebebühne zwischen Wagen- und Werkstatthalle für die Großraumwagen vom Typ T4 verlängert. 1958 wurde die Schiebebühne der südlichen Werkseinfahrt durch eine Gleisharfe ersetzt und 1959 wurde ein neues Werkstattgebäude für Lackiererei, Sandstrahlerei, Schlosserei, Schmiede, Schreinerei und die Türenwerkstatt errichtet. 1971 wurde die Schiebebühne erneut und 1972 die Lackiererei wegen der Indienststellung der Triebwagen vom Typ GT6 verlängert.
Nachdem 2003 der Betriebshof Heinrich-Alfes-Straße eröffnet worden war, konnten alle Fachabteilungen dorthin umziehen und die alte, mittlerweile denkmalgeschützte Hauptwerkstätte am 1. April 2004 geschlossen werden.
Ab Oktober 2012 bis April 2013 wurden aufgrund der Sanierung des Historischen Straßenbahndepots St. Peter zahlreiche Museumswagen in der Lackierhalle abgestellt. U. a. waren die Pferdebahnwagen und ein Jugendstil-Triebwagen in Muggenhof abgestellt. Ab Anfang 2013 wurden alle Trieb- und Beiwagen wieder zurück in das Historische Straßenbahndepot St. Peter überführt.

### Nebenwerk Fürther Straße
Das Filialdepot Fürther Straße wurde am 25. September 1881 mit Aufnahme des Pferdebahnbetriebs eröffnet und befindet sich auch heute noch an seinem ursprünglichen Ort in der Fürther Straße. Für die Pferde gab es Stallungen, ein Futterlager sowie eine Schmiede, Werkstätten und eine Halle (ab Herbst 1881) für die Wagen sowie Büroräume für das Personal und die Verwaltung. Nachdem ab 1896 das Netz Zug um Zug elektrifiziert wurde, wurde 1897 die Stallung abgerissen und durch eine fünfgleisige Triebwagenhalle ersetzt sowie 1899 eine sechsgleisige Wagenhalle mit Werkstatt und Schiebebühne errichtet.
Fortan war das Depot Fürther Straße das Hauptwerk, wofür 1897 ein neues Verwaltungsgebäude gebaut wurde. Diesen Status verlor es mit Inbetriebnahme der neuen Hauptwerkstatt Muggenhof im Jahr 1913. 1920 wurde nördlich der Wagenhalle ein eigener Gleisbauplatz errichtet. Nachdem das Nebenwerk Luitpoldhain 1935 geschlossen werden musste, wurden Nothallen für die nun freistehenden Wagen errichtet. Durch den Luftangriff vom 2. Januar 1945 wurde das Nebenwerk vollständig zerstört und konnte ab 1946 wieder in Betrieb genommen werden. Zwischen 1957 und 1958 wurden die bisherigen Wagenhallen durch drei je sechsgleisige Wagenhallen ersetzt sowie die bisher von der Fürther Straße kommenden Zufahrtsgleise stillgelegt und durch einen Anschluss über Fürther, Maximilian- und Muggenhofer Straße ersetzt. Außerdem wurde 1958 für die sich bisher in der Hauptwerkstatt Muggenhof befindenden Radreifenschleifmaschinen eine neue zweigleisige Schleifhalle errichtet.

Durch den neuen Betriebshof Heinrich-Alfes-Straße überflüssig geworden, wurde der inzwischen als Betriebshof Maximilianstraße bezeichnete Standort am 19. Mai 2004 stillgelegt. Die Fahrleitungs- und Gleisbauwerkstatt blieb davon unberührt und befand sich noch bis 2010 in den ehemaligen Werkhallen.

### Nebenwerk Luitpoldhain

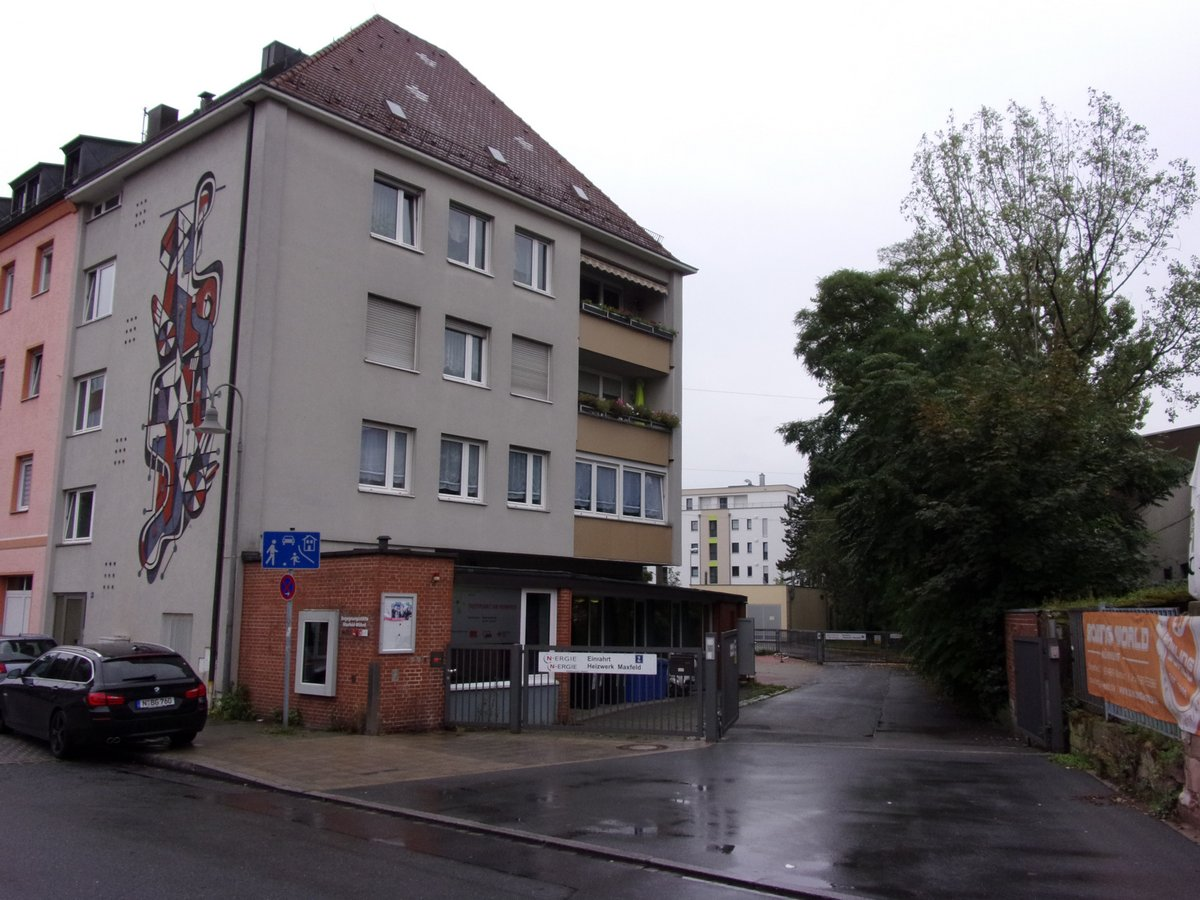
Reste des Nebenwerks Maxfeld 2017: Zufahrt, Pförtnerhaus und Wohngebäude mit Straßenbahner-Szenen

Am 15. Juni 1909 ging das Nebenwerk Luitpoldhain mit einer neungleisigen Wagenhalle auf dem Gelände der heutigen Meistersingerhalle in Betrieb. Am 1. März 1926 konnte die neu errichtete Streusandanlage ihrer Bestimmung übergeben werden. Mit Aufgabe des Nebenwerks St. Peter am 1. November 1931 wurden dessen Aufgaben und Wagen an das Werk Luitpoldhain übergeben. Die Auswirkungen der Machtübernahme durch die Nationalsozialisten und die Ernennung Nürnbergs zur „Stadt der Reichsparteitage“ hatte auch Auswirkungen auf das Nebenwerk Luitpoldhain, da es den Planungen für das Reichsparteitagsgelände im Weg stand. Es wurde daher am 14. April 1935 stillgelegt und gesprengt, um der „Luitpoldarena“ Platz zu machen. Lediglich die Zufahrtgleise blieben zur Hinterstellung von Sonderwagen erhalten und wurden erst 1948 entfernt.

### Nebenwerk Maxfeld
Das Filialdepot Maxfeld wurde  1889 eröffnet und befand sich auf einem Gelände zwischen Bayreuther, Ludwig-Feuerbach-Str., Stabiusstraße und Feldgasse. Es verfügte anfangs über eine mehrgleisige Wagenhalle sowie eine Stallung für die Pferde. Der erste Umbau erfolgte 1898 mit dem Bau einer fünfgleisigen Wagenhalle auf dem Platz der alten Anlagen und 1903 durch die Erweiterung der Halle um zwei weitere Gleise.

Durch den britischen Luftangriff vom 2. Januar 1945 wurde das Werk vollständig zerstört und bis 10. Oktober 1948 wiederaufgebaut. 1957 wurde das Nebenwerk erneut umgebaut, u. a. wurde ein neues Verwaltungsgebäude errichtet sowie die Weichenanlage auf Ein-Zungen-Weichen vereinfacht. Mit Eröffnung des Nebenwerks Nordost am 20. Oktober 1963 wurde das Nebenwerk Maxfeld stillgelegt, jedoch weiterhin zum Hinterstellen von Wagen verwendet und 1976 für den Bau eines Fernheizwerks abgebrochen.

### Nebenwerk Nordost

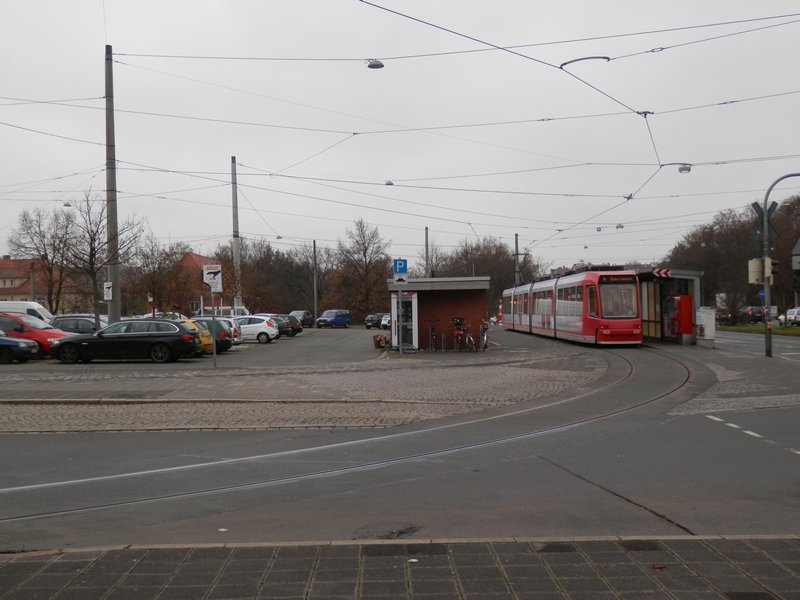
Das Nebenwerk Johannis befand sich im Bereich der heutigen Wendeschleife

Auf dem Gelände des in den 1960er Jahren gebauten Nebenwerk Nordost entstand nach Planungen aus dem Jahr 1929 bereits 1937 als Werkhof Äußere Bayreuther Straße eine Anzahl Abstellgleise und 1939 ein Verwaltungsgebäude. Erst nach dem Zweiten Weltkrieg wurden die ursprünglichen Planungen wieder aufgegriffen und den nunmehr veränderten Platzverhältnissen angepasst, da durch den Bau des Linde-Stadions im Jahr 1936 ein großer Teil des Geländes nicht mehr zur Verfügung stand. Die Bauarbeiten für das neue Nebenwerk begannen am 2. Oktober 1961, die Einweihung des Gesamtkomplexes, der aus einer 18-gleisigen Wagenhalle, einer viergleisigen Wartungshalle und einer Waschanlage bestand, fand am 20. Oktober 1963 statt. Als Neuerungen galten damals das so genannte Durchlaufverfahren, die Öffnung der Hallentore mittels Lichtschranke und die Möglichkeit des Fahrers, seine Fahrstraße durch Druckknopfsteuerung auf einmal zu stellen.
Vom Beginn der Baumaßnahmen für die Verlängerung der U-Bahn-Linie U2 von Schoppershof über Nordostbahnhof nach Herrnhütte und später weiter Richtung Flughafen war auch der Leipziger Platz und somit die Straßenbahnwendeschleife als auch die Zufahrt zum Betriebshof betroffen. Die Baugrube führte von der Elbinger Straße kommend quer über den Platz weiter zur Bessemerstraße, weshalb die Wendeschleife stillgelegt und abgebaut wurde und sich die VAG die Frage stellte, ob der Betriebshof ebenfalls stillgelegt werden oder eine neue Zufahrt erhalten sollte. Man entschied sich schließlich für die zweite Variante und baute eine neue Zufahrt von der Äußeren Bayreuther Straße zum Betriebshof, die am 20. Januar 1992 in Betrieb genommen wurde.

Am 28. Januar 1996 wurde der Straßenbahnbetrieb vom Rennweg nach Ziegelstein eingestellt, wodurch der Betriebshof Nordost nur noch über eine Betriebsstrecke erreichbar war, was sich negativ auf die Betriebskosten auswirkte. Schließlich wurde am 1. März 1999 die Werkstatt geschlossen und der Betriebshof zur Wagenhalle degradiert. Die Stilllegung zeichnete sich durch den beabsichtigten Bau des Mercado-Einkaufszentrums auf dem Areals des Linde-Stadions ab dem Jahr 2000 ab und wurde mit der Schließung des Betriebshofs Nordost zum 28. Februar 2001 in die Tat umgesetzt. Bis auf die Überreste der ehemaligen Zufahrt zum Leipziger Platz und die Fundamente des Rangiererhäuschens ist vom Betriebshof heute nichts mehr sichtbar.

### Nebenwerk St. Johannis
Das Nebenwerk St. Johannis wurde am 6. November 1898 eröffnet und befand sich auf dem Areal der heutigen Wendeschleife Westfriedhof. Es verfügte zu Beginn über eine viergleisige Wagenhalle, die 1900 um einen gleich großen Anbau erweitert wurde, was die einzige Erweiterung in der Werksgeschichte blieb.
Während des Zweiten Weltkriegs wurde das Werk am 26. Februar 1943 durch den britischen Luftangriff beschädigt und konnte ab 21. Juli 1945 wieder in Betrieb genommen werden. Durch den Bau des Nebenwerks Nordost war der Standort St. Johannis überflüssig geworden, so dass das Nebenwerk zum 20. Oktober 1963 stillgelegt und 1964 abgerissen wurde.

### Nebenwerk St. Peter
Das Filialdepot St. Peter wurde, nachdem die „Rote Linie“ zum Dutzendteich gebaut worden war, am 1. Oktober 1888 auf einem Gelände nördlich der Regensburger Straße im damals noch eigenständigen St. Peter (Eingemeindung 1899) eröffnet. Es bestand aus einer Stallung für 26 Pferde und einer dreigleisigen Wagenhalle. Mit Beginn des elektrischen Betriebs wurde die Stallung im August 1897 zu einer dreigleisigen Triebwagenhalle umgebaut. Da die Abstellkapazitäten infolge der Netzerweiterungen an ihre Grenzen stießen, wurde 1906 die bisherige Wagenhalle abgerissen und durch einen sechsgleisigen Neubau ersetzt. Durch die Weltwirtschaftskrise ging die Verkehrsleistung in den 1930er Jahren so weit zurück, dass der Standort St. Peter nicht mehr gehalten werden konnte und daher am 1. November 1931 aufgegeben werden musste. Seine Aufgaben wurden mit Ausnahme der Hinterstellung überzähliger Wagen dem Nebenwerk Luitpoldhain übertragen, jedoch erfolgte am 14. April 1935 die Wiederinbetriebnahme, da das Nebenwerk Luitpoldhain den Reichsparteitagsplanungen der Nationalsozialisten im Wege stand und abgerissen werden musste.

Wie viele andere Gebäude in Nürnberg wurde auch das Nebenwerk St. Peter durch den britischen Luftangriff vom 2. Januar 1945 vollkommen zerstört. Bereits ab 3. Februar 1947 konnte das Gelände wieder zum Abstellen von Straßenbahnwagen genutzt werden, und bis 1950 war die Wagenhalle wiederaufgebaut. Am 1. Oktober 1974 wurde das Nebenwerk abermals stillgelegt, was mit dem personalintensiven Betriebsdienst begründet wurde, jedoch weiterhin als Abstellanlage für Betriebsreserven und abgestellte Fahrzeuge genutzt. Ende der 1970er Jahre war geplant, das Gelände aufzugeben und für Wohnbebauung oder eine Berufsschule frei zu machen, was jedoch nicht verwirklicht wurde. Im Vorgriff auf das später realisierte Museum nutzte das Centrum Industriekultur 1982 die Räumlichkeiten für eine Ausstellung, und am 16. Mai 1985 wurde schließlich im Rahmen der Feierlichkeiten zum 150-jährigen Eisenbahnjubiläum in Deutschland das „Historische Straßenbahndepot St. Peter“ eröffnet.

### Nebenwerk Schweinau
Die Eröffnung des Nebenwerk Schweinau erfolgte am 1. Mai 1912. Es verfügte über eine 19-gleisige Wagenhalle und war neben der Wartung der Straßenbahnzüge ab 1923 auch für die Omnibusse zuständig. Im Jahr 1930 wurde eine zweite Zufahrt von der Endhaltestelle Schweinau (an der Hohen Marter) über Zweibrückener und Ambergerstraße errichtet.

Die bei Luftangriffen während des Zweiten Weltkriegs entstandenen Schäden waren gering, so dass das Werk bereits am 10. August 1945 wieder in Betrieb genommen werden konnte. 1960 wurden die Einfahrtgleise vereinfacht und durch eine Gleisharfe ersetzt sowie eine weitere Zufahrt von der Ambergerstraße errichtet, zwischen 1973 und 1975 erfolgte ein nochmaliger Umbau des Werks mit Anpassung an die neuen Sicherheitsvorschriften. Mit der Einstellung des Straßenbahnbetriebs nach Schweinau am 29. Januar 1984 im Zuge des Baus der U2 wurde auch das Nebenwerk Schweinau geschlossen und abgebrochen. An seiner Stelle befindet sich heute der Werkstattbereich des Omnibusbetriebshofs.

### Gleislagerplatz Ostendstraße
Der Gleislagerplatz Ostendstraße entstand 1930 zuerst auf einem Gelände südlich der Haltestelle Erhardstraße und diente der Lagerung von Gleisbauwerkstoffen. Von Beginn an verfügte er über einen Anschluss an die Bahnstrecke Nürnberg–Irrenlohe und seit 1931 auch an das Straßenbahnnetz. 1961 entstand ein neuer Lagerplatz östlich des alten, woraufhin der alte 1962 aufgelassen wurde.

Mit Schließung des Nebenwerks Nordost wurde der Gleislagerplatz zwischen 28. Februar 2001 und 7. Juni 2003 als provisorische Abstellanlage für sechs Planzüge genutzt. Am 1. September 2004 wurde der Gleislagerplatz Ostendstraße geschlossen und das Areal verkauft, da der Gleisbau komplett an den Standort Maximilianstraße verlagert wurde, um 2010 in den Betriebshof Heinrich-Alfes Str. umzuziehen.